# Liste von Söhnen und Töchtern Sankt Petersburgs
Dies ist eine Liste bekannter Persönlichkeiten, die in Sankt Petersburg (1914–1924 Petrograd, 1924–1991 Leningrad; einschließlich der vormals eigenständigen Orte Kolpino, Komarowo, Krasnoje Selo, Kronstadt, Lomonossow, Pawlowsk, Peterhof, Puschkin, Repino, Selenogorsk und Sestrorezk) geboren wurden.

## 18. Jahrhundert

### 1701–1750
- Christoph Hermann von Manstein (1711–1757), preußischer General
- Peter II. (1715–1730), Kaiser von Russland von 1727 bis 1730
- Peter Petrowitsch (1715–1719), Sohn von Zar Peter I. und Katharina Alexejewna, bis zu seinem Tode 1719 Kronprinz von Russland
- Alexei Antropow (1716–1795), Barockmaler
- Johann Caspar Taubert (1717–1771), Historiker und Bibliothekar
- Michail Machajew (1718–1770), Zeichner, Grafiker und Kartograph
- Xenija von St. Petersburg (~1719/1730–1803), orthodoxe Heilige
- Jekaterina Golizyna (1720–1761), Adlige und Hofdame
- Iwan Truskott (1721–1786), Kartograph, Professor für Geographie und Mitglied der Russischen Akademie der Wissenschaften
- Semjon Kotelnikow (1723–1806), Mathematiker und Hochschullehrer
- Franz Moritz von Lacy (1725–1801), österreichischer Feldmarschall unter Maria Theresia
- Heinrich Bacheracht (1725–1806), deutsch-russischer Militärarzt
- Apollos Mussin-Puschkin (1725–1771), Offizier, Staatsbeamter, Übersetzer und Bergbauingenieur
- Stepan Scheschkowski (1727–1794), Geheimrat und höchster Untersuchungsbeamter für besonders geheime Staatsaffären
- Karl Blank (1728–1793), Architekt des Barocks
- Georg Thomas von Asch (1729–1807), Mediziner und Hofbeamter unter Katharina II.
- Lew Naryschkin (1733–1799), Kammerherr, Generalleutnant und Oberstallmeister
- Johann Albrecht Euler (1734–1800), deutscher Astronom und Mathematiker
- Dmitri Golizyn (1734–1803), Diplomat, Kunstagent, Vulkanologe, Mineraloge und Schriftsteller
- Nikolai Repnin (1734–1801), Generalfeldmarschall und Diplomat
- Johann Friedrich Karl Maximilian von Ostein (1735–1809), deutscher Adliger
- Nikolai Saltykow (1736–1816), Staatsmann und Feldmarschall
- Andrei Nartow (1737–1813), Offizier, Dichter, Übersetzer, Staatsbeamter und Forstwissenschaftler
- Michail Kamenski (1738–1809), Feldmarschall während der Regierungszeit der Kaiserin Katharina II.
- Iwan VI. (1740–1764), nomineller Kaiser Russlands von 1740 bis 1741
- Iwan Lepjochin (1740–1802), Arzt, Botaniker, Zoologe und Forschungsreisender
- Wassili Paschkewitsch (~1742–1797), Komponist
- Alexei Wassiljew (1742–1807), Staatsbeamter, Politiker und Finanzminister
- Wolfgang Ludwig Krafft (1743–1814), deutscher Astronom
- Jekaterina Woronzowa-Daschkowa (1743–1810), Adlige, Leiterin der Russischen Akademie der Wissenschaften unter Katharina II.
- Johann Jakob Weitbrecht (1744–1803), deutscher Typograph, Musikalienhändler, Verleger sowie Hoflieferant
- Michail Kutusow (1745–1813), Generalfeldmarschall der russischen Armee, Held des Vaterländischen Krieges von 1812/1813 gegen Napoleon
- Semjon Schtschedrin (1745–1804), Landschaftsmaler
- Iwan Starow (1745–1808), Architekt
- Alexander Aljabjew (1746–1822), Offizier, Staatsbeamter, Politiker und Manager

### 1751–1760
- Feodossi Schtschedrin (1751–1825), Bildhauer und Hochschullehrer
- Alexander Belosselski (1752–1809), Fürst, Diplomat und Philosoph
- Fjodor Alexejew (1753/1754–1824), Landschaftsmaler
- Michail Koslowski (1753–1802), Bildhauer und Hochschullehrer
- Alexandra Branizkaja (1754–1838), Adlige, Kammerzofe und Hofdame
- Paul I. (1754–1801), Kaiser von Russland von 1796 bis 1801
- Nikolai Rumjanzew (1754–1826), Staatsmann
- Dmitri Gurjew (1758–1825), Offizier, Staatsbeamter und Politiker
- Iwan Prokofjew (1758–1828), Bildhauer und Hochschullehrer
- Apollos Mussin-Puschkin (1760–1805), Naturforscher

### 1761–1770
- Jewstignei Fomin (1761–1800), Komponist
- Philipp Ridder (1761–1838), Bergbauingenieur, Administrator sowie Generalmajor der Infanteriekorps
- Andrejan Sacharow (1761–1811), Architekt
- Alexei Bobrinski (1762–1813), Generalmajor
- Reinhold Scheltinga (1762–1834), Kapitän
- Alexej Olsufjew (1763–1838), Major, Gutsbesitzer und Förderer sozialer Projekte
- Nikolai Resanow (1764–1807), Staatsmann
- Pawel Sokolow (1764–1835), Bildhauer
- Wassili Sewergin (1765–1826), Chemiker, Mineraloge, Geologe und Hochschullehrer
- Pawel Tschitschagow (1767–1849), Admiral
- Pawel Argunow (1768–1806), Architekt
- Alexandra Chwostowa (1768–1853), Schriftstellerin
- Fjodor Engel (1769–1837), Stabsoffizier, Staatssekretär und Senator
- Alexei Titow (1769–1827), Komponist
- Sergei Puschkin (1770–1848), Major, Militärberater und Beamter
- Grigori Stroganow (1770–1857), Diplomat

### 1771–1780
- Nikolai Argunow (1771–1830), Maler, Porträtist und Miniaturmaler
- Michail Miloradowitsch (1771–1825), General der Kaiserlich-Russischen Armee
- Nikolai Rajewski (1771–1829), General
- Karl von Kügelgen (1772–1832), deutscher Landschafts- und Historienmaler
- Nikolai Demidow (1773–1828), Industrieller
- Andrei Michailow (1773–1849), Architekt
- Thomas Tooke (1774–1858), englischer Ökonom
- Andrei Daschkow (1775–1831), Diplomat; Botschafter des Russischen Reiches in den USA 1808–1817
- Pjotr Wolkonski (1776–1852), Militär und Staatsmann
- Alexander I. (1777–1825), Kaiser von Russland (1801–1825), König von Polen (1815–1825) und erster russischer Großfürst von Finnland (1809–1825)
- Peter von der Pahlen (1777–1864), General im Vaterländischen Krieg von 1812
- Paul von Nicolay (1777–1866), Diplomat
- Wassili Demut-Malinowski (1778–1846), Bildhauer und Hochschullehrer
- Konstantin Romanow (1779–1831), Kronprinz aus dem Romanow-Haus, Sohn von Zar Paul I.
- Alexander Staubert (1780–1843), Architekt
- Iwan Terebenjow (1780–1815), Bildhauer und Karikaturist

### 1781–1790
- Alexander Iwanowitsch Ribeaupierre (1781–1865), Diplomat und Bankmanager
- Iossif Charlemagne (1782–1861), Architekt
- Michail Woronzow (1782–1856), Militär und Staatsmann
- Alexandra Romanowa (1783–1801), Großfürstin aus dem Haus Romanow-Holstein-Gottorp, älteste Tochter von Zar Paul I.
- Fjodor Tolstoi (1783–1873), Maler, Zeichner und Bildhauer
- Jekaterina Woronzowa (1783–1856), russisch-britische Aristokratin und Hofdame
- Katharina von Württemberg (1783–1835), Tochter des ersten Königs von Württemberg, Friedrich I., von 1807 bis 1813 Königin von Westphalen
- Konstantin von Benckendorff (1784–1828), General der kaiserlich-russischen Armee und Diplomat
- Joseph Bové (1784–1834), russisch-italienischer Architekt
- Ludwig Charlemagne (1784–1845), Architekt
- Paul Alexander von Krüdener (1784–1858), Diplomat
- Stepan Pimenow (1784–1833), Bildhauer des Klassizismus und Hochschullehrer
- Helena Romanowa (1784–1803), Großfürstin aus dem Haus Romanow-Holstein-Gottorp, zweite Tochter von Zar Paul I.
- Fjodor Kowschenkow (1785–1850), Bildhauer
- Paul von Württemberg (1785–1852), Prinz aus dem Haus Württemberg, Großvater des Königs Wilhelm II. von Württemberg
- Alexander Bodisko (1786–1854), Diplomat und Botschafter in den USA
- Alexei Juschnewski (1786–1844), General-Intendant, Staatsrat und Dekabrist
- Maria Pawlowna (1786–1859), Großherzogin von Sachsen-Weimar-Eisenach
- Mawra Sokolowa (1786–1856), Kammerfrau
- Alexander Tschawtschawadse (1786–1846), georgischer Dichter und General
- Nikolai Gretsch (1787–1867), Staatsrat, Autor, Sprachwissenschaftler, Literaturkritiker und Übersetzer
- Michail Lunin (1787–1845), Dekabrist
- Alexander Witberg (1787–1855), russischer Architekt und Maler schwedischer Abstammung
- Wassilij Athanasieff (1788–1823), der erste Priester der russisch-orthodoxen Gemeinde Stuttgarts
- Alexander Borowkow (1788–1856), Senator und Schriftsteller
- Andrei Jentalzew (1788–1845), Oberstleutnant und Dekabrist
- Katharina Pawlowna (1788–1819), Königin von Württemberg von 1816 bis 1819
- Jekaterina Ribeaupierre (1788–1872), Adlige und Hofdame
- Dmitri Sokolow (1788–1852), Mineraloge, Geologe und Hochschullehrer
- Marija Naryschkina (1789–1854), Adlige und Hofdame
- Friedrich Schubert (1789–1865), Offizier und Geodät

### 1791–1800
- Eduard Albert Collins (1791–1840), Mathematiker
- Sylvester Schtschedrin (1791–1830), Landschaftsmaler
- Ludwig von Seddeler (1791–1852), österreichisch-russischer Generalleutnant, Hochschullehrer und Militärhistoriker
- Alexander Friedrich von der Brüggen (1792–1859), deutsch-baltischer Adeliger, Oberst und Dekabrist
- Anna Krüger (1792–1814), deutsche Theaterschauspielerin
- Olga Pawlowna (1792–1795), Großfürstin von Russland
- Iwan Foullon (1793–1855), Bergbauingenieur
- Carl Friedrich von der Borg (1794–1848), deutsch-baltischer Dichter
- Fjodor Busse (1794–1859), Mathematiker und Pädagoge
- Nikolai Golizyn (1794–1866), Adliger, Musikliebhaber und Mäzen
- Nikolai Murawjow (1794–1866), General im Krimkrieg (1853–1856)
- Sergei Stroganow (1794–1882), Offizier, Staatsbeamter, Archäologe, Kunstsammler und Mäzen
- Konstantin Thon (1794–1881), russischer Architekt deutscher Herkunft
- Iwan Witali (1794–1855), Bildhauer und Hochschullehrer
- Anna Pawlowna (1795–1865), Königin der Niederlande von 1840 bis 1849
- Sergei Murawjow-Apostol (1795–1826), Dekabrist
- Carl Friedrich von der Osten (1795–1878), deutschstämmiger Adliger und kaiserlich russischer Offizier
- Frédéric Soret (1795–1865), Schweizer Privatgelehrter und Numismatiker
- Michail Terebenjow (1795–1865), Maler und Hochschullehrer
- Nikita Murawjow (1796–1843), Dekabrist
- Nikolaus I. (1796–1855), Kaiser von Russland von 1825 bis 1855
- Alexander Bestuschew (1797–1837), Schriftsteller
- Wilhelm Küchelbecker (1797–1846), Dichter
- Friedrich Benjamin von Lütke (1797–1882), Marineoffizier, Weltumsegler, Entdeckungsreisender und Schriftsteller
- Olga Pawlischtschewa (1797–1868), Schwester Alexander Puschkins
- Nikolai Zyganow (1797–1832), Dichter, Sänger und Schauspieler
- Alexander Brjullow (1798–1877), Architekt, Aquarellist und Hochschullehrer
- Pawel Demidow (1798–1840), Militär und Unternehmer
- Paul Heinrich Fuss (1798–1855), Mathematiker und Sekretär der Kaiserlichen Akademie der Wissenschaften in Sankt Petersburg
- Michael Romanow (1798–1849), Großfürst aus dem Haus Romanow-Holstein-Gottorp
- Karl Brjullow (1799–1852), Maler und Architekt
- Awdotja Istomina (1799–1848), Ballerina
- Sophie de Ségur (1799–1874), französische Schriftstellerin
- Alexei Bobrinski (1800–1868), Offizier, Kammerherr und Hofstallmeister
- Modest von Korff (1800–1876), Staatsmann, Präsident der kaiserlichen öffentlichen Bibliothek
- Nikolai Titow (1800–1875), Komponist
- Jekaterina Trubezkaja (1800–1854), Ehefrau des Dekabristen Fürst Sergei Trubezkoi

## 19. Jahrhundert

### 1801–1810
- Walerian Bekman (1802–1870), Bergbauingenieur
- Wassili Fjodorow (1802–1855), Astronom und Universitätsrektor
- Wilhelm August Golicke (1802–1848), deutschbaltischer Maler
- Wassili Karatygin (1802–1853), Theaterschauspieler und Übersetzer
- Wilhelm von Kügelgen (1802–1867), deutscher Porträt- und Historienmaler sowie Schriftsteller
- Alexander Odojewski (1802–1839), Dichter und Dekabrist
- Fjodor Rall (1802–1848), Komponist und Dirigent
- August David Krohn (1803–1891), deutsch-russischer Zoologe, Anatom und Embryologe
- Jewfimi Putjatin (1803–1883), Admiral, Staatsmann und Diplomat
- Jelisaweta Schaschina (1805–1903), Pianistin und Komponistin
- Dmitri Scheremetew (1803–1871), Kammerherr und Wohltäter
- Katharina von Tiesenhausen (1803–1888), Hofdame
- Dorothea von Ficquelmont (1804–1863), Hofdame, Autorin und Salonnière
- Peter August d’Orville (1804–1864), deutscher Schachkomponist
- Fjodor Werchowzew (1804–1867), Goldschmied und Mäzen
- Alexander Paul Ludwig Konstantin von Württemberg (1804–1885), Prinz von Württemberg
- Alexis de Guignard, Comte de Saint-Priest (1805–1851), französischer Diplomat und Historiker
- Peter Clodt von Jürgensburg (1805–1867), deutsch-baltischer Bildhauer
- Wladimir von Völkner (1805–1871), Generalleutnant im Kaukasuskrieg und Schriftsteller
- Alexander Iwanow (1806–1858), Maler
- George Busk (1807–1886), britischer Marine-Chirurg, Zoologe und Paläontologe
- Geronimo Corsini (1808–1876), Architekt
- Georg Kiesewetter (1808–1857), Architekt
- Elisabeth Kulmann (1808–1825), deutsch-russische Dichterin
- Alexander Löwe (1808–1895), österreichischer Chemiker
- Anna Olenina (1808–1888), Sängerin und Autorin
- Alexander Villoing (1808–1878), Klavierpädagoge und Komponist
- Grigori Wolkonski (1808–1882), Fürst und Diplomat
- Nikolaus von Adelung (1809–1878), württembergischer Geheimrat
- Wilhelm Nikolai Böhtlingk (1809–1841), deutschbaltischer Quartärgeologe und Geomorphologe
- Robert Heimbürger (1809–1860), deutsch-russischer Jurist, Bankier und Stifter
- Nestor Kukolnik (1809–1868), Romancier, Dichter und Dramatiker
- Nikolai Murawjow-Amurski (1809–1881), Militär, Diplomat und Staatsmann
- Eugène Pluchart (1809–1880), Maler und Fotograf
- Grigori Gagarin (1810–1893), Maler und Architekt
- Wiktor Motschulski (1810–1871), Oberst und Entomologe (Insektensammler)

### 1811–1820
- Juri Arnold (1811–1898), Komponist, Musikwissenschaftler, Musikkritiker, Chorleiter und Musikpädagoge
- Johann von Baranoff (1811–1884), General der Infanterie
- Iwan Panajew (1812–1862), Schriftsteller, Literaturkritiker, Journalist und Herausgeber
- Nikolai Pimenow (1812–1864), Bildhauer und Hochschullehrer
- Wladimir Raschet (1812–1880), Bergingenieur und Metallurg
- Michail Skotti (1812–1861), italienisch-russischer Maler
- Nikolai Benois (1813–1898), Architekt
- Andrei Delwig (1813–1887), Ingenieur-Generalleutnant
- Anatole Demidoff di San Donato (1813–1870), Industrieller
- Casimir Gzowski (1813–1898), kanadischer Ingenieur polnischer Herkunft
- Robert Krause (1813–1885), deutscher Landschaftsmaler
- Nikolai Ogarjow (1813–1877), Sozialist, Publizist und Dichter
- Wladimir Sollogub (1813–1882), Schriftsteller
- Karl Weltzien (1813–1870), deutscher Chemiker
- Anna Abamelek (1814–1889), Hofdame und Übersetzerin
- Paul von Baranoff (1814–1864), Graf, Generalmajor und Gouverneur
- Alexander von Stieglitz (1814–1884), Bankier, Industrieller, Mäzen und Philanthrop
- Otto von Böhtlingk (1815–1904), deutscher Indologe
- Alexander Theodor von Middendorff (1815–1894), deutsch-baltischer Reisender und vielseitiger Naturforscher im russischen Dienst
- Alexander Terebenjow (1815–1859), Bildhauer
- Wassili Grigorjew (1816–1881), Orientalist und Archäologe
- Pjotr Stawasser (1816–1850), Bildhauer
- Ilja Wosnessenski (1816–1871), Wissenschaftler und Forschungsreisender
- Theodosius Harnack (1817–1889), deutsch-baltischer lutherischer Theologe
- Alexander Krakau (1817–1888), Architekt und Hochschullehrer
- Karl von Lingen (1817–1896), deutsch-baltischer Adelsmann, Arzt und russischer Geheimrat
- Nikolai Ramasanow (1817–1867), Bildhauer, Kunstwissenschaftler und Hochschullehrer
- Alexander Resanow (1817–1887), Architekt und Hochschullehrer
- Nikolai Swertschkow (1817–1898), Maler
- Alexei Tolstoi (1817–1875), Schriftsteller, Dramatiker und Dichter
- Konstantin Feofilaktow (1818–1901), Geologe und Universitätsrektor
- Konstantin Kawelin (1818–1885), Jurist und Hochschullehrer
- Johann Reimers (1818–1868), deutsch-russischer Maler, Bildhauer und Hochschullehrer
- Wassili Sternberg (1818–1845), Maler der Romantik
- Alexander Wassiltschikow (1818–1881), Fürst, Schriftsteller und Staatsrat
- Bogdan Willewalde (1818–1903), Maler und Pädagoge
- Nikolai Adlerberg (1819–1892), Graf, Staatsrat, Hofkammerherr, Gouverneur von Taganrog, Simferopol und Verwalter von Finnland
- Elena Andreianova (1819–1857), Balletttänzerin
- Nikolai Iwaschinzow (1819–1871), Hydrograph
- Maria Romanowa (1819–1876), Großfürstin, älteste Tochter von Zar Nikolaus I.
- Juri Samarin (1819–1876), Historiker und Publizist
- Alexander Dondukow-Korsakow (1820–1893), Staatsmann
- Wladimir Kastrioto-Skanderbek (1820–1879), Komponist
- Carl von Küster (1820–1893), deutscher Diplomat, Wirklicher Geheimrat und Russisch-Kaiserlicher Staatssekretär, Naturforscher und Botaniker
- Awdotja Panajewa (1820–1893), Schriftstellerin
- Alexander Serow (1820–1871), Komponist und Musikkritiker
- Felix Sumarokow-Elston (1820–1877), Adliger, General und Ataman

### 1821–1830
- Michail Butaschewitsch-Petraschewski (1821–1866), Denker und Gründer des Zirkels der Petraschewzen
- Leopold Koenig (1821–1903), deutscher Unternehmer
- Pafnuti Tschebyschow (1821–1894), Mathematiker
- Ludwig Bohnstedt (1822–1885), deutscher Architekt
- Martin Eppinger (1822–1873), Architekt
- Boleslaw Markewitsch (1822–1884), Schriftsteller, Journalist und Literaturkritiker
- Olga Romanowa (1822–1892), Großfürstin aus dem Haus Romanow-Holstein-Gottorp, Königin von Württemberg
- Juri Golizyn (1823–1872), Komponist
- Dawid Grimm (1823–1898), Architekt und Forscher des Byzantinischen Reiches, Georgiens und Armeniens
- Friedrich Wilhelm von Grote (1823–1895), deutsch-baltischer Adliger
- Dmitri von Schoeppingk (1823–1895), Baron und ein bekannter Ethnologe, Mythologe und Archäologe
- Iossif Charlemagne (1824–1870), Architekt, Zeichner und Aquarellist
- Wilhelm von Herder (1824–1907), deutscher Rittergutsbesitzer und Politiker
- Wladimir Stassow (1824–1906), Kunstkritiker
- Alexander von Gerschau (1825–1904), General der Artillerie und Geheimrat
- Alexandra Romanowa (1825–1844), Großfürstin aus dem Haus Romanow-Holstein-Gottorp, Tochter von Zar Nikolaus I.
- Alexei Uwarow (1825–1885), Archäologe
- Adolf Charlemagne (1826–1901), Maler
- Otto Pius Hippius (1826–1883), deutschbaltischer Architekt
- Pawel Sokolow (1826–1905), Aquarellist und Illustrator
- Georg Asher (1827–1905), deutscher Rechtswissenschaftler, -historiker und Hochschullehrer
- Nikolai Dellingshausen (1827–1896), deutsch-baltischer Naturforscher und Landespolitiker
- Filipp Owsjannikow (1827–1906), Physiologe, Anatom, Histologe und Embryologe
- Konstantin Romanow (1827–1892), Großfürst aus dem Haus Romanow-Holstein-Gottorp, Sohn von Zar Nikolaus I.
- Pjotr Schuwalow (1827–1889), Staatsmann und Diplomat
- Dmitri Stassow (1828–1918), Jurist
- Rudolf von Gasser (1829–1904), bayerischer Diplomat und Hofbeamter
- Robert Gödicke (1829–1910), Architekt
- Wassili Petruschewski (1829–1891), Militäringenieur der Kaiserlich russischen Armee, Chemiker und Erfinder
- Charles Sillem Lidderdale (1830–1895), britischer Portraitmaler
- Oskar von Löwis of Menar (1830–1885), Generalmajor der Kaiserlichen Russischen Armee
- Karl Rachau (1830–1880), Architekt

### 1831–1840
- Nikolai Romanow (1831–1891), Großfürst, dritter Sohn von Zar Nikolaus I.
- Alexander von Harder (1832–1879), deutscher Naturforscher
- Nikolai Ignatjew (1832–1908), General und Diplomat
- Robert August Pflug (1832–1885), Architekt
- Alexander Strauch (1832–1893), deutsch-russischer Zoologe
- Marija Wernadskaja (1832–1860), Politökonomin
- Alexander Borodin (1833–1887), Komponist, Chemiker und Mediziner
- Michail Clodt von Jürgensburg (1833–1902), Maler
- Wladimir Lamanski (1833–1914), Slawist, Historiker und Philologe
- Robert Lenz (1833–1903), Physiker und Hochschullehrer
- Hans von Prittwitz (1833–1880), Generalmajor à la suite der kaiserlich russischen Armee
- William Anderson (1834–1898), britischer Ingenieur
- Alexander Brückner (1834–1896), baltendeutscher Historiker
- Wiktor Hartmann (1834–1873), Architekt, Bildhauer und Maler
- Friedrich von Rosen (1834–1902), Mineraloge
- Michail Annenkow (1835–1899), Militär
- Maria Blank (1835–1916), Mutter Lenins
- Michail Klodt (1835–1914), Genremaler und Radierer
- Nikolai Pomjalowski (1835–1863), Schriftsteller
- Nicolaus von Prittwitz (1835–1897), Generalleutnant à la suite der kaiserlich russischen Armee
- Iwan Schröder (1835–1908), Bildhauer
- Amand Struwe (1835–1898), Militäringenieur und Unternehmer
- Mitrofan Beljajew (1836–1904), Musikverleger und Mäzen
- Fjodor Kamenski (1836–1913), Bildhauer
- Wilhelm Kress (1836–1913), österreichischer Flugpionier und Konstrukteur
- Olga von Lützerode (1836–1917), deutsche Krankenpflegerin, Stifterin, Gründerin und Leiterin des Clementinenhauses in Hannover
- Konstantin Arsenjew (1837–1919), Publizist, Literaturwissenschaftler und Enzyklopädist
- Pjotr Lesgaft (1837–1909), Mediziner, Anatom, Hochschullehrer und Begründer einer modernen Sporterziehung
- Konstantin Litke (1837–1892), Marineoffizier, Forschungsreisender und Geograph
- Franz Overbeck (1837–1905), deutscher evangelischer Theologe
- Michail Popow (1837–1898), Bildhauer
- Andrei Saburow (1837–1916), Jurist und Minister für öffentliche Bildung
- Nikolaus von Wrede (1837–1909), österreichischer Offizier und Diplomat
- Illarion Woronzow-Daschkow (1837–1916), Politiker, Minister des kaiserlichen Hauses, Statthalter und Militärgouverneur des Kaukasus
- Alexandra von Oldenburg (1838–1900), deutsche Prinzessin aus dem Hause Schleswig-Holstein-Gottorf, durch Heirat Großfürstin Alexandra Petrowna Romanowna
- Friedrich Konrad Beilstein (1838–1906), deutsch-russischer Chemiker
- Hermann Benrath (1838–1885), Chemiker
- Fjodor Busse (1838–1897), Geograph
- Léon Metchnikoff (1838–1888), Geograph
- Alexander von Prittwitz und Gaffron (1838–1915), Generalmajor der kaiserlich russischen Armee
- Sofja Trubezkaja (1838–1898), russisch-französische Aristokratin und Politikerin
- Michail Woronin (1838–1903), Botaniker
- Friedrich Arnd (1839–1911), deutscher Publizist
- Nikolai Bobrikow (1839–1904), General und Politiker
- Nikolai Brandenburg (1839–1903), Generalleutnant und Archäologe
- Eduard Brandt (1839–1891), deutsch-russischer Mediziner und Zoologe
- Eduard Dobbert (1839–1899), deutscher Kunsthistoriker und Hochschullehrer
- Elisabeth Järnefelt (1839–1929), Förderin der finnischen Kunst und Kultur
- Ieronim Kitner (1839–1929), Architekt und Hochschullehrer
- Wera Ljadowa (1839–1870), Tänzerin, Sängerin und Schauspielerin
- Leonhard Schaufelberger (1839–1894), Architekt
- Viktor Schröter (1839–1901), deutsch-baltischer Architekt
- Dmitri Tschernow (1839–1921), Metallurg und Hochschullehrer
- Karel van Ark (1839–1902), niederländisch-russischer Pianist und Musikpädagoge
- Anna Barykowa (1840–1893), Dichterin und Übersetzerin
- Ingeborg Bronsart von Schellendorf (1840–1913), deutsche Pianistin und Komponistin
- Alexander Goette (1840–1922), deutscher Zoologe und Embryologe
- Wladimir Kernig (1840–1917), Mediziner und Nervenarzt
- Eduard Nikolai von Middendorff (1840–1903), deutsch-baltischer Gutsbesitzer und Politiker
- Valerian von Möller (1840–1910), deutsch-russischer Geologe und Paläontologe
- Alexander von Uexküll-Güldenband (1840–1912), Staatsmann

### 1841–1850
- Hugo Dihm (1841–1899), preußischer Offizier und Bürgermeister
- Gustav Theodor Fischer (1841–1916), deutscher Theaterschauspieler und Regisseur
- Maria von Leuchtenberg (1841–1914), Tochter von Maximilian de Beauharnais, Herzog von Leuchtenberg
- Eugen Maria Albrecht (1842–1894), russischer Geiger, Dirigent, Musikpädagoge und Musikschriftsteller deutscher Abstammung
- Friedrich Gelbcke (1842–1922), deutsch-russischer Pädagoge
- Nikolai von Kaulbars (1842–1905), General der Kaiserlich Russischen Armee und Militärschriftsteller
- Nikolai Menschutkin (1842–1907), Chemiker
- Alfred Parland (1842–1919), Architekt
- Emanuel Severin (1842–1907), deutschstämmiger Kinderchirurg und kaiserlich russischer Geheimrat
- Heinrich Stöckhardt (1842–1920), deutscher Architekt und Kunstgewerbler
- Michail Stukowenkow (1842–1897), Mediziner und Hochschullehrer
- Pawel Wiskowatow (1842–1905), Literaturhistoriker und Librettist
- Jewgeni Alexejew (1843–1917), Admiral der Kaiserlich-Russischen Marine und Staatsmann
- Dmitri Anutschin (1843–1923), Geograph, Ethnologe und Anthropologe
- Jelisaweta Boehm (1843–1914), Malerin
- Gawriil Gustawson (1843–1908), Chemiker
- Alexander Inostranzew (1843–1919), Geologe und Paläontologe
- Jekaterina Junge (1843–1913), Landschafts-, Genre- und Porträtmalerin
- Nikolai Romanow (1843–1865), Kronprinz aus dem Romanow-Haus, Sohn von Zar Alexander II.
- Gustav Sievers (1843–1898), deutsch-russischer Geologe und Entomologe
- Michail Skobelew (1843–1882), General der Kaiserlich Russischen Armee
- Kliment Timirjasew (1843–1920), Biologe
- Georg Treu (1843–1921), deutscher Archäologe
- Sergei Werchowzew (1843–1893), Bildhauer und Goldschmied
- Pawel Andrejewitsch Gerdt (1844–1917), Ballett-Tänzer, Pädagoge und Choreograf
- Hermann Halske (1844–1913), schleswig-holsteinischer Rittergutsbesitzer und Politiker
- Anna Jewreinowa (1844–1919), Juristin, Publizistin und Feministin
- Alexander Möller-Sakomelski (1844–1928), General der Kaiserlich-Russischen Armee
- Henri Moser (1844–1923), Schweizer Forschungsreisender, Kaufmann, Kunstsammler und Mäzen
- Alexander von Oldenburg (1844–1932), Adeliger
- Wassili Polenow (1844–1927), Maler und Pädagoge
- Sergei Scheremetew (1844–1918), Regierungsbeamter, Staats-, Geheimrat und Historiker
- Emma von Schulz (1844–1882), baltendeutsche Genre- und Porträtmalerin
- Ferdinand von Wrangell (1844–1919), Marineoffizier, Hochschullehrer und Schriftsteller
- Alexander III. (1845–1894), Kaiser von Russland von 1881 bis 1894
- Georg Cantor (1845–1918), deutscher Mathematiker und Begründer der Mengenlehre
- Constantin von Grimm (1845–1896), deutscher Maler, Zeichner, Karikaturist, Illustrator und Journalist
- Louis Homilius (1845–1908), deutscher Organist, Cellist und Dirigent
- Wiktor Kirpitschow (1845–1913), Ingenieur, Professor und Hochschulrektor
- Bogomir Korsow (1845–1920), Opernsänger (Bariton)
- Wladimir Graf Lamsdorf (1845–1907), Diplomat, Staatsmann und von 1900 bis 1906 Außenminister des Russischen Reiches
- Daniel von Lemm (1845–1924), deutsch-baltischer evangelisch-lutherischer Geistlicher
- Sofija Malosjomowa (1845–1908), Pianistin und Hochschullehrerin
- Marie Stein (vor 1846–1866), russisch-deutsche Theaterschauspielerin
- Georg Johann Christian Urlaub (1845–1914), deutsch-russischer Maler
- Ella Adaïewsky (1846–1926), Pianistin und Komponistin
- Alexander von Bilderling (1846–1912), Kavalleriegeneral in der kaiserlich-russischen Armee
- Anna Dostojewskaja (1846–1918), Ehefrau von Fjodor Dostojewski
- Peter Carl Fabergé (1846–1920), Goldschmied und Juwelier (Fabergé-Eier)
- Wladimir Peter Köppen (1846–1940), deutscher Geograph, Meteorologe, Klimatologe und Botaniker
- Walerian Ligin (1846–1900), Mathematiker und Stadthaupt von Odessa
- Serafima Pantelejewa (1846–1918), Physiologin, Schriftstellerin und Frauenrechtlerin
- Adolf Rothermundt (1846–1930), Industrieller, Kunstsammler und -mäzen
- Konstantin Scharnhorst (1846–1908), Offizier der Kaiserlich Russischen Marine, Topograf und Hochschullehrer
- Jekaterina Tschislowa (1846–1889), Balletttänzerin
- Anna Marie Wirth (1846–1932), russisch-deutsche Malerin
- Jelisaweta Zwanziger (1846–1921), deutsch-russische Sopranistin und Gesangspädagogin
- Alexander Bari (1847–1913), Ingenieur und Unternehmer
- Julija Lermontowa (1847–1919), Chemikerin und die erste Frau, die in Chemie promoviert wurde
- Karl Lessig (1847–1911), deutscher Ingenieur
- Wladimir Romanow (1847–1909), Großfürst aus dem Haus Romanow-Holstein-Gottorp, dritter Sohn von Zar Alexander II.
- Jegor Solotarjow (1847–1878), Mathematiker
- Wladimir Boeckmann (1848–1923), General und Politiker
- Pauline Couriard (1848–1898), Malerin
- Nadeschda Rimskaja-Korsakowa (1848–1919), Pianistin, Musikwissenschaftlerin und Komponistin
- Sinowi Roschestwenski (1848–1909), Admiral
- Alexander Swedomski (1848–1911), Genre- und Landschaftsmaler
- Boris Stürmer (1848–1917), russischer Ministerpräsident (1916)
- Marija Ananjina (1849–1899), Revolutionärin
- Jean Béraud (1849–1935), französischer Maler und Graphiker
- Friedrich von Bernhardi (1849–1930), deutscher General und Militärhistoriker
- Iwan Borgman (1849–1914), Physiker und Hochschullehrer
- Nikolai Jegorow (1849–1919), Physiker und Hochschullehrer
- Waldemar Rosenberger (1849–1918), deutschstämmiger Eisenbahningenieur und Schöpfer der Plansprache Idiom Neutral
- Jekaterina Scheremetewa (1849–1929), Hofdame und Mäzenin
- Wjatscheslaw Sresnewski (1849–1937), Slawist, Fotopionier und Sportfunktionär
- Pawel Swedomski (1849–1904), Historien-, Genre-, Porträt- und Landschaftsmaler
- Alexei Afanassjew (1850–1920), Maler, Grafiker und Karikaturist
- Sergei Muromzew (1850–1910), Rechtswissenschaftler und Hochschullehrer
- Anacleto Pasetti (1850–1912), russischer Maler und Fotograf italienischer Herkunft
- Alexander Poehl (1850–1908), deutscher Apotheker und Chemiker
- Jelena Polenowa (1850–1898), Malerin und Illustratorin
- Alexei Romanow (1850–1908), Großfürst aus dem Haus Romanow-Holstein-Gottorp und Generaladmiral
- Nikolai Romanow (1850–1918), Großfürst aus dem Haus Romanow-Holstein-Gottorp
- Emanuel Schiffers (1850–1904), russischer Schachmeister deutscher Herkunft
- Woldemar von Seidlitz (1850–1922), deutscher Kunsthistoriker
- Alexander Tanejew (1850–1918), Komponist
- Alfred Vincent (1850–1906), Schweizer Mediziner und Politiker

### 1851–1860

#### 1851
- Anna Jessipowa (1851–1914), Pianistin
- Alexandra Krutikowa (1851–1919), Opernsängerin
- Paul Näcke (1851–1913), deutscher Psychiater und Kriminologe
- Olga Romanowa (1851–1926), Frau von Georg I. von Griechenland aus dem Geschlecht der Romanow

#### 1852
- Albert Benois (1852–1936), Maler
- Erwin Bernhard (1852–1914), deutschbaltischer Architekt
- Felicie Bernstein (1852–1908), deutsche Sammlerin französischer impressionistischer Malerei
- Alexei Bobrinski (1852–1927), Politiker, Archäologe, Anthropologe und Historiker
- Grigori Budagow (1852–1921), Verkehrsingenieur
- Orest Chwolson (1852–1934), Physiker
- Henry James Cumming (1852–1917), Maler, Zeichner und Zeichenlehrer britischer Herkunft
- Walter Winans (1852–1920), US-amerikanischer Sportschütze, Pferdezüchter, Bildhauer und Autor

#### 1853
- Peter von Bradke (1853–1897), Linguist und Sanskritist
- Iwan Grigorowitsch (1853–1930), Admiral
- Emilija Pawlowskaja (1853–1935), Opern- und Konzertsängerin
- Sofja Perowskaja (1853–1881), Revolutionärin, Mitglied der Narodnaja Wolja
- Marija Romanowa (1853–1920), zweite Tochter von Zar Alexander II., Herzogin von Sachsen-Coburg und Gotha
- Otto Nikolaus Witt (1853–1915), russisch-deutscher Chemiker und Erfinder der Farbstofftheorie

#### 1854
- Elisabeth Dauthendey (1854–1943), deutsche Schriftstellerin
- Adolfo Hohenstein (1854–1928), deutscher Maler, Illustrator, Bühnenbildner und Kostümdesigner
- Victor Jernstedt (1854–1902), klassischer Philologe und Byzantinist
- Olga Lebedewa (1854–20. Jahrhundert), Orientalistin und Übersetzerin
- Nikolai Reitzenstein (1854–1916), Admiral sowie von 1909 bis 1916 Mitglied des Admiralitätsrates der Kaiserlich Russischen Marine
- Wera Romanowa (1854–1912), Großfürstin aus dem Haus Romanow-Holstein-Gottorp
- Wilhelm Schultz (1854–1921), deutscher Uhrmacher und Autor
- Hermann von Struve (1854–1920), deutsch-baltischer Astronom und Mathematiker
- Nikolai Sumzow (1854–1922), russisch-ukrainischer Folklorist, Ethnograph und Literaturwissenschaftler
- Wladimir Tschertkow (1854–1936), Begründer der Tolstojaner, naher Freund Tolstois sowie Redakteur und Herausgeber seiner Werke

#### 1855
- Lew Girard de Soucanton (1855–1918), deutsch-baltischer Adeliger und Generalmajor
- Wilhelm Grube (1855–1908), deutscher Sinologe, Sprachwissenschaftler und Ethnologe
- Alexander Krakau (1855–1909), Elektrochemiker und Hochschullehrer
- Anatoli Ljadow (1855–1914), Komponist
- Konstantin Mereschkowski (1855–1921), Biologe

#### 1856
- Simon Alapin (1856–1923), Schachmeister und -theoretiker
- Leonti Benois (1856–1928), Architekt
- Eduard Bradtman (1856–1926), russischer Architekt deutscher Herkunft
- Samuel Eck (1856–1919), Theologieprofessor und liberaler Landtagsabgeordneter
- Willem Gevers (1856–1927), niederländischer Diplomat
- Wladimir Golenischtschew (1856–1947), Ägyptologe
- Samuel Keller (1856–1924), deutscher Theologe und Schriftsteller
- Armand Marseille (1856–1925), deutsch-russischer Puppenfabrikant
- Wsewolod Roborowski (1856–1910), Forschungsreisender
- Nikolai Romanow (1856–1929), Großfürst aus dem Haus Romanow-Holstein-Gottorp, Militär
- Catharina Schneider (1856–1918), Russisch-Lehrerin der Romanow-Familie
- Juli Schokalski (1856–1940), Ozeanograf und Kartograf
- Eduard Schütt (1856–1933), österreichischer Komponist
- Nikolai Swijagin (1856–1924), Verkehrsingenieur

#### 1857
- Juri Arsenjew (1857–1919), russisch-baltischer Adeliger
- Marija Besobrasowa (1857–1914), Philosophin
- Wladimir Besobrasow (1857–1932), General der Kavallerie, im Ersten Weltkrieg Kommandeur des Gardekorps und Generaladjutant des Zaren
- Georg Dütsch (1857–1891), Dirigent, Komponist und Volksliedsammler
- Wilhelm Julius Ernst Christian Johannsen (1857–nach 1917), dänisch-russischer Architekt
- Helene zu Mecklenburg(-Strelitz) (1857–1936), Mitglied des russischen Zweiges des großherzoglichen Hauses Mecklenburg-Strelitz
- Wilhelm Regel (1857–1932), deutschstämmiger russischer Byzantinist und Historiker
- Sergei Romanow (1857–1905), Großfürst aus dem Haus Romanow-Holstein-Gottorp, fünfter Sohn von Zar Alexander II.
- Boris Sresnewski (1857–1934), Meteorologe und Hochschullehrer

#### 1858
- Leopold Engel (1858–1931), deutscher Schauspieler, Okkultist, Theosoph und Neugründer der Illuminaten
- Olga Gebauer (1858–1922), deutsche Hebamme und Gründerin des Hebammenvereins
- Philipp Heck (1858–1943), deutscher Jurist
- Alexander Koenig (1858–1940), deutscher Zoologe, Begründer des Museum Koenig in Bonn
- Nikolai Lange (1858–1921), Psychologe
- Waldemar Osterloff (1858–1933), Architekt in Straßburg
- Catherine Radziwill (1858–1941), Aristokratin und Schriftstellerin
- Marija Tenischewa (1858–1928), Sängerin, Künstlerin, Kunstsammlerin, Kunst-Mäzenin und Philanthropin
- Alexander Warnek (1858–1930), Hydrograph und Polarforscher

#### 1859
- Robert Bach (1859–1933), Bildhauer und Hochschullehrer
- Wiktor Bilibin (1859–1908), Prosaiker, Dramatiker und Journalist
- Friedrich Fiedler (1859–1917), russlanddeutscher Übersetzer, Pädagoge, Sammler und Gründer eines Literaturmuseums
- Marija Fjodorowa (1859–1934), Malerin
- Arthur Friedheim (1859–1932), russisch-deutscher Pianist und Komponist
- Emanuel Nobel (1859–1932), schwedisch-russischer Ölmagnat und ein Neffe Alfred Nobels
- Jewgeni Raphof (1859–1919), Pianist und Musikpädagoge
- Nikolai Romanow (1859–1919), Adliger aus dem Haus Romanow-Holstein-Gottorp, General, Historiker und Unternehmer
- Hugo Salemann (1859–1919), Bildhauer und Hochschullehrer
- Fjodor Schechtel (1859–1926), russischer Architekt deutscher Abstammung
- Alexander Scheremetew (1859–1931), Musikliebhaber, Dirigent und Mäzen
- Wladimir Schewiakoff (1859–1930), Biologe
- Nikolai Sokolow (1859–1922), Komponist und Hochschullehrer
- Jewgeni Stuckenberg (1859–nach 1919), Architekt
- Arkadi Tyrkow (1859–1924), Revolutionär

#### 1860
- Nikolai von Essen (1860–1915), Admiral der kaiserlich-russischen Marine, Oberbefehlshaber der Baltischen Flotte im Ersten Weltkrieg
- Wiktor Ewald (1860–1935), Komponist, Cellist, Ingenieur und Hochschullehrer
- Adine Gemberg (1860–1902), deutsche Schriftstellerin
- Grigori Grum-Grschimailo (1860–1936), Zoologe, Geograph und Forschungsreisender
- Félia Litvinne (1860–1936), Sopranistin
- Maximilian von Montgelas (1860–1938), bayerischer General der Infanterie, Politiker und Historiker
- Dmitri Romanow (1860–1919), Großfürst aus dem Haus Romanow-Holstein-Gottorp
- Pawel Romanow (1860–1919), Großfürst, sechster Sohn von Zar Alexander II.
- Anastasia Romanowa (1860–1922), Großherzogin zu Mecklenburg-Schwerin aus dem Haus Romanow-Holstein-Gottorp
- Dmitri Tolstoi (1860–1941), Kunsthistoriker und Direktor der Eremitage
- Michail Wolkonski (1860–1917), Fürst, Schriftsteller, Prosaist und Dramatiker

### 1861–1870

#### 1861
- Lou Andreas-Salomé (1861–1937), russisch-deutsche Schriftstellerin, Erzählerin, Essayistin und Psychoanalytikerin
- Eugen Büchner (1861–1913), deutsch-russischer Zoologe
- Nikolai von Bünting (1861–1917), Gouverneur
- Arvid Järnefelt (1861–1932), finnischer Schriftsteller
- Franz Loewinson-Lessing (1861–1939), Geologe und Petrologe
- Antoni Malecki (1861–1935), polnisch-russischer Geistlicher
- Anna von Maydell (1861–1944), deutsch-baltische Malerin
- Erik Meyer-Helmund (1861–1932), Komponist und Sänger
- Nestor Pusyrewski (1861–1934), russisch-sowjetischer Wasserbauingenieur und Hochschullehrer
- Michail Romanow (1861–1929), Großfürst aus dem Haus Romanow-Holstein-Gottorp, Militär
- Wjatscheslaw Tischtschenko (1861–1941), Chemiker
- Anna von Wahl (1861–1938), deutsch-baltische Malerin, Zeichnerin und Illustratorin

#### 1862
- Friedrich Braun (1862–1942), Germanist und Altphilologe
- Boris Golizyn (1862–1916), Geophysiker und Meteorologe
- Warwara Komarowa (1862–1943), Musikwissenschaftlerin, Literaturwissenschaftlerin und Schriftstellerin
- Alexander Kornilow (1862–1925), Historiker und Politiker
- Wolfgang Meyer-Waldeck (1862–1930), deutscher Schriftsteller und Theaterdramaturg
- Semjon Nadson (1862–1887), Dichter
- Robert von Ritter (1862–1945), deutscher Kunsthistoriker, Kunstsammler und Kunstförderer
- Jelena Samokisch-Sudkowskaja (1862–1924), Malerin
- Philipp Strauch (1862–1924), Segler

#### 1863
- Georgi Bobrinski (1863–1928), Generalmajor und Militärgouverneur von Ostgalizien
- Nestor Buinizki (1863–1914), Militäringenieur, Generalleutnant und Hochschullehrer
- Georg von Fewson (1863–1931), deutscher Kommunalpolitiker
- Nikolai Schebeko (1863–1953), Diplomat
- Fjodor Sologub (1863–1927), Schriftsteller
- Wladimir Wernadski (1863–1945), Geologe, Geochemiker und Mineraloge, einer der Begründer der Geochemie

#### 1864
- Leonid Breitfuß (1864–1950), deutscher Polarforscher
- Alexander Eichenwald (1864–1944), Physiker und Hochschullehrer
- Wladimir Grum-Grschimailo (1864–1928), Metallurg und Hochschullehrer
- Karl Hippius (1864–1941), deutschbaltisch-russischer Architekt
- Wera Komissarschewskaja (1864–1910), Theaterschauspielerin
- Nikolai Kotschetow (1864–1925), Komponist
- Nikolai Kusnezow (1864–1932), Geobotaniker
- Leonid Lutugin (1864–1915), Geologe und Hochschullehrer
- Alfred Meyer-Waldeck (1864–1928), deutscher Marineoffizier, Gouverneur des Schutzgebietes Kiautschou (1911–1914)
- Peter Romanow (1864–1931), Großfürst aus dem Haus Romanow-Holstein-Gottorp
- Theodor Taube (1864–1919), deutsch-baltischer Pastor und evangelischer Märtyrer
- Andreas von Tuhr (1864–1925), russlanddeutscher Jurist
- Axel Wallensköld (1864–1933), finnischer Romanist und Mediävist
- Oskar Konstantin Wulff (1864–1946), deutscher Kunsthistoriker

#### 1865
- Richard Bergholz (1865–1920), Landschaftsmaler
- Jewgeni Botkin (1865–1918), Mediziner und Leibarzt von Zar Nikolaus II.
- Alexander Glasunow (1865–1936), Komponist
- Theodor Hoffmann (1865–1919), deutsch-baltischer Pastor und evangelischer Märtyrer
- Jelisaweta Kruglikowa (1865–1941), Grafikerin und Malerin
- Dmitri Mereschkowski (1865–1941), Schriftsteller
- Olga Paley (1865–1929), Gräfin von Hohenfelsen
- Karl Schilling (1865–1905), deutsch-baltischer Pastor und evangelisch-lutherischer Märtyrer
- Walentin Serow (1865–1911), Maler, Grafiker und Porträtmaler

#### 1866
- Ljubow Gurewitsch (1866–1940), Schriftstellerin, Theater- und Literaturkritikerin, Übersetzerin, Publizistin und Frauenrechtlerin
- Alexandra Jablotschkina (1866–1964), Schauspielerin
- Alexander Kiesewetter (1866–1933), Historiker, Hochschullehrer und Publizist
- Wera Mitschurina-Samoilowa (1866–1948), Theaterschauspielerin und Theaterpädagogin
- Nikolaus Revertera-Salandra (1866–1951), österreichisch-ungarischer Diplomat
- Carl Schmidt (1866–1945), Architekt und Philatelist
- Lidija Dmitrijewna Sinowjewa-Annibal (1866–1907), Schriftstellerin des Silbernen Zeitalters
- Alexei Troizki (1866–1942), Schachkomponist, -theoretiker und -autor
- Leopold Weber (1866–1944), deutscher Schriftsteller
- Alexander Wolkonski (1866–1934), Generalstabsoffizier, später katholischer Priester

#### 1867
- Charlotte Basté (1867–1928), deutsche Schauspielerin
- Wassili Beljajew (1867–1928), Maler und Hochschullehrer
- Michail Eisenstein (1867–1920), deutsch-baltischer Architekt
- Georgi Morosow (1867–1920), Forstwissenschaftler
- Wassili Nikitin (1867–1942), Kristallograf, Mineraloge und Hochschullehrer
- Wera Popowa (1867–1896), Chemikerin und Hochschullehrerin
- Robert Regel (1867–1920), Botaniker
- Sergei Solomko (1867–1928), Grafiker, Aquarellist und Buchkünstler
- Pjotr Wosnessenski (1867–1918), russischer Verkehrs- und Brückenbau-Ingenieur

#### 1868
- Ladislaus von Bortkewitsch (1868–1931), russischer Ökonom und Statistiker polnischer Abstammung
- Philipp Brozel (1868–1927), russisch-englischer Opernsänger (Tenor) und Gesangspädagoge
- Alexander von Bulmerincq (1868–1938), deutsch-baltischer evangelischer Theologe und Orientalist
- Alexander Drenteln (1868–1925), Generalmajor
- Nikolai Findeisen (1868–1928), Musikwissenschaftler und Musikschriftsteller
- Amos Kasch (1868–1948), Sportschütze
- Rudolf Krell (1868–nach 1943), deutscher Maschinenbauingenieur
- Jewdokija Nagrodskaja (1868–1930), Schriftstellerin
- Nikolaus II. (1868–1918), Kaiser von Russland von 1894 bis 1917
- Peter von Oldenburg (1868–1924), Urenkel von Zar Nikolaus I.

#### 1869
- Wilhelm Barthold (1869–1930), Orientalist, Anthropologe und Historiker
- Wladimir Jurewitsch (1869–1907), Schachspieler und Journalist
- Wladimir Komarow (1869–1945), Botaniker und Geograf
- Pjotr Krasnow (1869–1947), General der Kaiserlich Russischen Armee und Führer gegen die Oktoberrevolution
- Nadeschda Krupskaja (1869–1939), Politikerin, Revolutionärin, Pädagogin sowie Ehefrau und Kampfgefährtin Lenins
- Marija Lochwizkaja (1869–1905), Dichterin
- Alexander Murski (1869–1943), Schauspieler
- Boris Rosing (1869–1933), Physiker, Ingenieur und Pionier im Bereich des Fernsehens
- Konstantin Somow (1869–1939), Maler und Grafiker
- Michael von Taube (1869–1961), Jurist und Staatsmann

#### 1870
- Alexander Benois (1870–1960), Maler, Schriftsteller und Kunsthistoriker
- Fredrik Lidvall (1870–1945), russisch-schwedischer Architekt
- Wolodymyr Peretz (1870–1935), Literaturwissenschaftler, Literaturkritiker, Volkskundler und Linguist
- Sascha Schneider (1870–1927), deutscher Professor, Bildhauer und Maler
- Nelly von Seidlitz (1870–1947), deutsche Malerin, Grafikerin und Bildhauerin
- Alexander Vasiliev (1870–1953), Byzantinist
- Leon Wasilewski (1870–1936), polnischer Politiker
- Grigol Zereteli (1870–1938), georgischer Altphilologe

### 1871–1880

#### 1871
- Esper Belosselski-Beloserski (1871–1921), Segler
- Fjodor Dan (1871–1947), Arzt und Menschewik
- Isidor Gukowski (1871–1921), Revolutionär und Politiker; Volkskommissar für Finanzen (1918)
- Nikolai Günter (1871–1941), Mathematiker
- Jelena Klokatschowa (1871–1943), Malerin
- Anna Ostroumowa-Lebedewa (1871–1955), Graveurin, Grafikerin und Malerin
- Olga Preobraschenskaja (1871–1962), Tänzerin
- Georgi Romanow (1871–1899), Adliger, dritter Sohn von Zar Alexander III.
- Gustav Trautschold (1871–1944), deutscher Schauspieler und Regisseur
- Michail Weikone (1871–1922), Journalist, Übersetzer, Theaterkritiker und -autor
- Walerian Weber (1871–1940), Geologe, Paläontologe, Seismologe und Hochschullehrer

#### 1872
- Wladimir Arsenjew (1872–1930), Forschungsreisender und Schriftsteller
- Tatjana Bogdanowitsch (1872–1942), Schriftstellerin
- Dmitri Filossofow (1872–1940), Publizist, Kritiker und Zeitungsherausgeber
- Alexandra Kollontai (1872–1952), Revolutionärin, Schriftstellerin und Diplomatin
- Gleb Kotelnikow (1872–1944), Erfinder des Rucksack-Fallschirms
- Matilda Kschessinskaja (1872–1971), Primaballerina
- Anatol Lieven (1872–1937), deutschbaltischer Offizier im Russischen Bürgerkrieg
- Nadeschda Lochwizkaja (1872–1952), Schriftstellerin und Dichterin
- Fjodor Matissen (1872–1921), Marineoffizier und Polarforscher
- Friedrich Seeberg (1872–1902), Astronom und Polarforscher
- Misia Sert (1872–1950), französische Pianistin und Salonnière
- Georg Voss (1872–1964), deutscher Psychiater, Neurologe und Hochschullehrer

#### 1873
- Otto Buek (1873–1966), deutscher Philosoph, Schriftsteller und Übersetzer
- Johann Deubner (1873–1936), deutsch-russischer römisch-katholischer Geistlicher und Märtyrer
- Ernst Fetterlein (1873–1944), russischer und britischer Kryptoanalytiker
- Alexander Gustav Hausch (1873–1947), Maler und Hochschullehrer
- Kasimir Kalizki (1873–1941), Geologe und Hochschullehrer
- George Washington Lambert (1873–1930), australischer Künstler
- Wladimir Neupokojew (1873–1912), Marineoffizier, Hydrograph und Polarforscher
- Friedrich von Postels (1873–1960), russisch-US-amerikanischer Architekt und Grafiker
- Jelena Stassowa (1873–1966), Revolutionärin und Politikerin
- Fritz Studer (1873–1945), Schweizer Politiker und Richter
- Nikolai Tscherepnin (1873–1945), Komponist

#### 1874
- Iwan Choultsé (1874–1939), Maler des russischen Realismus
- Michail Diterichs (1874–1937), General der Kaiserlich Russischen Armee im Ersten Weltkrieg und der Weißen Armee im Russischen Bürgerkrieg
- Wladimir Fjodorow (1874–1966), Generalleutnant und Konstrukteur
- Alexander Koltschak (1874–1920), Admiral und Monarchist
- Alexander Kusnezow (1874–1954), Architekt, Unternehmer und Hochschullehrer
- Alexander Maximow (1874–1928), Embryologe, Hämatologe, Anatom und Histologe
- Wjatscheslaw Menschinski (1874–1934), Revolutionär und Politiker
- Olga Osarowskaja (1874–1933), Folkloristin
- Nicholas Roerich (1874–1947), Maler, Schriftsteller, Archäologe, Reisender und Philosoph
- Arnold Schaufelberger (1874–1938), Schweizer Börsenmakler
- Nikolai Totleben (1874–1945), deutsch-baltischer Adelsmann, russischer Graf und Generalmajor der Kaiserlich-Russischen Armee

#### 1875
- Wladimir Adrianow (1875–1938), Kartograf
- Noé Bloch (1875–1937), Produzent beim deutschen und französischen Film
- Sandra Droucker (1875–1944), russisch-deutsch-norwegische Pianistin und Musikpädagogin
- Henry von Heiseler (1875–1928), deutscher Schriftsteller, Dramatiker und Übersetzer
- Emil Heyse (1875–1949), Schauspieler
- Paul von Kügelgen (1875–1952), russisch-deutscher Journalist und Übersetzer
- Jewgeni Lansere (1875–1946), Maler, Buchkünstler und Mitglied der Künstlervereinigung Mir Iskusstwa
- Xenia Romanowa (1875–1960), Großfürstin aus dem Haus Romanow-Holstein-Gottorp

#### 1876
- Iwan Bilibin (1876–1942), Maler, Buchillustrator und Theaterschaffender
- Carl Enckell (1876–1959), finnischer Politiker, Offizier und Diplomat
- Vladimir Karapetoff (1876–1948), US-amerikanischer Autor, Musiker und Professor für Elektrotechnik russischer Herkunft
- Friedrich Wilhelm Kesselring (1876–1966), deutscher Botaniker und Leiter des Botanischen Gartens in Darmstadt
- Carlo von Kügelgen (1876–1945), deutschbaltischer Journalist und Chefredakteur
- Kyrill Romanow (1876–1938), Großfürst aus dem Haus Romanow-Holstein-Gottorp
- Dmitri Roschdestwenski (1876–1940), Physiker und Hochschullehrer
- Nikolai Sergejew (1876–1951), Balletttänzer
- Benno von Siebert (1876–1926), Diplomat baltendeutscher Herkunft
- Gustav Trinkler (1876–1957), Maschinenbauingenieur
- Johannes von Walter (1876–1940), lutherischer Theologe, Professor für Kirchengeschichte

#### 1877
- Waldemar Braun (1877–1954), deutscher Unternehmer
- Herman Gummerus (1877–1948), finnischer Diplomat und Historiker
- Jelena Guro (1877–1913), Malerin, Buchillustratorin und Autorin
- Alexei Ignatjew (1877–1954), Staatsmann und General
- Wsewolod Lischew (1877–1960), Bildhauer und Hochschullehrer
- Boris Romanow (1877–1943), Adliger aus dem Haus Romanow-Holstein-Gottorp

#### 1878
- Marga von Amburger (1878–1961), Malerin
- Ossip Gabrilowitsch (1878–1936), Pianist, Dirigent und Komponist
- Nikolai Kolin (1878–1973), Schauspieler
- Inna Ljubimenko (1878–1959), Historikerin
- Elena Luksch-Makowsky (1878–1967), Malerin, Kunstgewerblerin und Bildhauerin
- Sinaida von Minkwitz (1878–1918), Botanikerin und Übersetzerin
- Michail Romanow (1878–1918), Großfürst aus dem Haus Romanow-Holstein-Gottorp, jüngster Sohn von Zar Alexander III.
- Grigori Schukowski (1878–1939), Physikochemiker und Hochschullehrer
- Juri Stark (1878–1950), Seeoffizier und Admiral
- Eduard Tennmann (1878–1936), estnischer Theologe

#### 1879
- Andrei Aplaksin (1879–1931), Architekt, Restaurator und Hochschullehrer
- Angelina Beloff (1879–1969), Malerin und Bildhauerin
- Leonid Fjodorow (1879–1935), Ordenspriester des Studitenordens und Exarch der Russisch-katholischen Kirche
- Natalja Flittner (1879–1957), Ägyptologin
- Julius Forssman (1879–1952), deutschbaltischer Germanist, Slawist und Skandinavist
- Alexander Jakowlew (1879–1951), Architekt
- Morris Karpas (1879–1918), russisch-amerikanischer Psychiater und Psychoanalytiker
- Michail Kirpitschow (1879–1955), Physiker und Hochschullehrer
- Nikolai Krylow (1879–1955), Mathematiker
- Nikolai Lansere (1879–1942), Architekt
- Paul Morawitz (1879–1936), deutscher Internist und Physiologe
- Nikolai Nekrassow (1879–1940), Ingenieur und Politiker; letzter russischer Generalgouverneur Finnlands
- Helena Roerich (1879–1955), Schriftstellerin
- Andrei Romanow (1879–1956), Adliger aus dem Haus Romanow-Holstein-Gottorp
- Ljubow Schaporina (1879–1967), Malerin und Übersetzerin
- Konstantin Skrjabin (1879–1972), Tierarzt und Parasitologe
- Agrippina Waganowa (1879–1951), Balletttänzerin
- Peter von Weymarn (1879–1935), Chemiker

#### 1880
- Alexander Blok (1880–1921), Dichter der russischen Moderne
- Leonid Drosnés (1880–nach 1918), Psychiater und Psychoanalytiker
- Michel Fokine (1880–1942), russisch-US-amerikanischer Choreograf, gilt als der Gründer des modernen Balletts
- Vera Myller (1880–1970), rumänische Mathematikerin und Hochschullehrerin
- Ruwim Poljakow (1880–1970), russisch-US-amerikanischer Maschinenbauingenieur, Erfinder und Hochschullehrer
- Alexander Schottmann (1880–1937), russischer Revolutionär finnischer Herkunft
- Lew Schtscherba (1880–1944), Slawist
- Arthur Schütz (1880–1960), österreichischer Ingenieur und Schriftsteller
- Ferdinand Carl von Stumm (1880–1954), deutscher Diplomat, Industrieller und Rittergutsbesitzer
- Jewgeni Suworow (1880–1953), Zoologe und Ichthyologe
- Alexander Tjumenew (1880–1959), Althistoriker und Altorientalist
- Michail Tomski (1880–1936), Gewerkschaftsfunktionär

### 1881–1890

#### 1881
- Wassili Alexejew (1881–1951), Sinologe
- Julius Friedrich Hecker (1881–1938), russisch-US-amerikanisch-sowjetischer Philosoph, Soziologe, Theologe und Hochschullehrer deutscher Herkunft
- Wladimir Lebedew (1881–1947), Luftfahrtpionier und Industrieller
- Anna Pawlowa (1881–1931), Meistertänzerin des klassischen Balletts
- Max Pfeiffer (1881–1947), deutscher Filmproduzent
- Curt Siegel (1881–1950), deutscher Bildhauer
- Wassili Trachtenberg (1881–1940), Abenteurer und Hochstapler sowie Autor eines Wörterbuchs der Gefängnissprache

#### 1882
- Dmitri Beling (1882–1949), Hydrobiologe, Limnologe und Ichthyologe
- Lasar Fjodorowitsch Bitscherachow (1882–1952), Offizier
- Max Bloch (1882–1941), Chemiker, Chemiehistoriker und Professor für Chemie
- Albert Coates (1882–1953), englischer Dirigent und Komponist
- Lew Karsawin (1882–1952), Philosoph, Mystiker und Mediävist
- Sergei Maisel (1882–1955), Physiker und Hochschullehrer
- Dmitri Muschketow (1882–1938), Geologe und Hochschullehrer
- Jelena Romanowa (1882–1957), Großfürstin aus dem Haus Romanow-Holstein-Gottorp, Prinzessin von Griechenland und Dänemark
- Olga Romanowa (1882–1960), Großfürstin aus dem Haus Romanow-Holstein-Gottorp
- Walter von Ruckteschell (1882–1941), deutscher Illustrator, Bildhauer und Autor
- Wilhelm Schneider (1882–1939), deutscher Chemiker und Hochschullehrer
- Sinaida Schokalskaja (1882–1961), Bodenkunde-Geographin
- Adelaïde von Skilondz (1882–1969), russisch-schwedische Opernsängerin und Gesanglehrerin
- Igor Strawinsky (1882–1971), Komponist
- Sergei Sudeikin (1882–1946), Maler und Bühnenbildner
- Kornei Tschukowski (1882–1969), Dichter, Literaturkritiker und Kinderbuchautor
- Reinhold von Walter (1882–1965), baltendeutscher Schriftsteller und Übersetzer
- Borwin Walth (1882–1960), deutscher Schauspieler

#### 1883
- Boris Anrep (1883–1969), Mosaizist
- Sergei Beljawski (1883–1953), Astronom
- Wiktor Bulla (1883–1938), Fotograf
- Alexander Fersman (1883–1945), Mineraloge, Geochemiker und Kristallograf
- Eugen Leviné (1883–1919), deutscher Revolutionär und KPD-Politiker
- Karl Luts (1883–1942), estnischer Chemiker und Bildungspolitiker
- Lydia Potechina (1883–1934), Schauspielerin in Deutschland
- Nikolai Sytschow (1883–1964), Restaurator und Hochschullehrer

#### 1884
- Alexander Alenizyn (1884–1922), Tennisspieler
- Boris Assafjew (1884–1949), Musikwissenschaftler und Komponist
- Sergei Gorodezki (1884–1967), Dichter
- Leonid Kreutzer (1884–1953), russisch-deutscher Pianist und Klavierpädagoge
- Otto von Kursell (1884–1967), deutschbaltischer Maler und Grafiker, Ministerialrat und Mitglied des Reichstags
- Boris Magidow (1884–1972), Politiker der Kommunistischen Allunions-Partei (Bolschewiki)
- Wadim Meller (1884–1962), ukrainisch-russischer Maler der UdSSR, Avantgarde-Künstler, Bühnenbilder, Buchillustrator und Architekt
- Eugen von Mercklin (1884–1969), deutscher Klassischer Archäologe
- Konstantin Neupokojew (1884–1924), Marineoffizier, Hydrograph und Polarforscher
- Pawel Nikiforow (1884–1944), Geophysiker, Seismologe und Hochschullehrer
- Leopold van der Pals (1884–1966), Komponist
- Woldemar Pussull (1884–1939), deutschbaltischer Rechtsanwalt und Bürgermeister von Riga
- Gregor Rabinovitch (1884–1958), Schweizer Grafiker und Karikaturist
- Alexandre Roubtzoff (1884–1949), russisch-französischer Maler
- Apolinary Szeluto (1884–1966), polnischer Komponist
- Jelisaweta Time (1884–1968), Theaterschauspielerin und Hochschullehrerin
- Eduard Winkler (1884–1978), deutscher Maler, Zeichner und Grafiker
- Eugène Znosko-Borovsky (1884–1954), französischer Schachmeister und -autor russischer Herkunft

#### 1885
- Ferdinand von Alten (1885–1933), deutscher Schauspieler
- Nikolai Anitschkow (1885–1964), Professor und Leiter der Abteilung für pathologische Anatomie des Instituts für experimentelle Medizin
- Stella Arbenina (1885–1976), anglo-russische Schauspielerin
- Wladimir Artemjew (1885–1962), Raketenkonstrukteur
- Wera Baranowskaja (1885–1935), Schauspielerin
- Jelena Emme (1885–1942), Genetikerin und Hochschullehrerin
- Nicolai von Essen (1885–1945), Offizier in kaiserlich russischen Diensten und Genealoge
- Heinz Fenner (* 1885; † nach 1935), baltendeutscher Schriftsteller
- Sacha Guitry (1885–1957), französischer Schauspieler, Filmregisseur, Drehbuchautor und Dramatiker
- Wladimir Helfreich (1885–1967), Architekt und Hochschullehrer
- Naum Idelson (1885–1951), Astronom und Experte für Geschichte der Astronomie und Mathematik
- Tamara Karsawina (1885–1978), Balletttänzerin und Tanzpädagogin
- Iwan Machonin (1885–1973), Flugzeugkonstrukteur und Erfinder
- Georg Masing (1885–1956), deutscher Chemiker, Metallurg und Hochschullehrer
- Marija Maximowa (1885–1973), Kunsthistorikerin und Hochschullehrerin
- Eugène Minkowski (1885–1972), russisch-französischer Psychiater und Philosoph
- Alexandra Povòrina (1885–1963), russisch-deutsche Malerin
- Iwan Salkind (1885–1928), Biologe und Diplomat
- Anton Soans (1885–1966), estnischer Architekt
- Wladimir Woytinsky (1885–1960), russisch-US-amerikanischer Ökonom

#### 1886
- Hans von Boetticher (1886–1958), deutscher Zoologe, Ornithologe und Entomologe
- Lew Fenin (1886–1952), Theater- und Filmschauspieler
- Nikolai Gumiljow (1886–1921), Dichter des Silbernen Zeitalters
- Wjatscheslaw Polonski (1886–1932), Literaturkritiker und Historiker
- Iwan Romanow (1886–1918), Adliger aus dem Haus Romanow-Holstein-Gottorp
- Bruno Schneider (1886–19??), deutscher Politiker (DNVP)
- Robert Spies (1886–1914), deutscher Maler, Grafiker und Bildhauer
- Georg von Struve (1886–1933), Astronom
- Max Vasmer (1886–1962), russlanddeutscher Slawist
- Wladimir Wiese (1886–1954), russischer Ozeanograph, Geograph, Meteorologe und Polarforscher deutscher Abstammung

#### 1887
- Wiktor Bursian (1887–1945), Physiker und Hochschullehrer
- Jasper ten Cate (1887–1967), niederländischer Physiologe und Hochschullehrer
- Natalja Garschina-Engelhardt (1887–1930), Kunsthistorikerin und Archäologin
- Ilja Grebenschtschikow (1887–1953), Chemiker, Physikochemiker und Hochschullehrer
- Alexander Jakowlew (1887–1938), russisch-französischer Maler, Zeichner und Designer
- Felix Jussupow (1887–1967), Adliger, einer der Drahtzieher des Mordes an Rasputin
- Olga Knorring-Neustrujewa (1887–1978), Botanikerin
- Gawriil Romanow (1887–1955), Adliger aus dem Haus Romanow-Holstein-Gottorp
- Adrian Schaposchnikow (1887–1967), Komponist
- Igor Sewerjanin (1887–1941), Dichter
- Wladimir Smirnow (1887–1974), Mathematiker

#### 1888
- Iwan Akulow (1888–1937), Partei- und Staatsfunktionär sowie Gewerkschafter
- Nikolai Bauer (1888–1942), Numismatiker
- Alexander Bessmertny (1888–1943), deutscher Schriftsteller
- Elsa Brändström (1888–1948), schwedische Philanthropin, bekannt als „Engel von Sibirien“
- Serge von Bubnoff (1888–1957), deutsch-baltischer Geologe
- Christoph von Griechenland (1888–1940), Prinz aus dem Haus Oldenburg
- Sofja Dolgorukowa (1888–1949), Ärztin und Pilotin
- Sofja Fedortschenko (1888–1957), Schriftstellerin und Krankenschwester
- Alexander Friedmann (1888–1925), Physiker, Geophysiker und Mathematiker
- Sergei Krylow (1888–1958), Jurist und Diplomat, erster sowjetischer Richter am Internationalen Gerichtshof
- Ljudmila Meerwarth (1888–1965), Ethnographin, Linguistin und Hochschullehrerin
- Wladimir Obrutschew (1888–1966), Geologe und Ökonom
- Boris Pertel (1888–??), russischer Sportschütze
- Waldemar von Poletika (1888–1981), deutsch-russischer Geograph und Agrarwissenschaftler
- Jacques Rotmil (1888–1944), Filmarchitekt
- Ludmilla Schollar (1888–1978), Balletttänzerin
- Nikolai Schwernik (1888–1970), Politiker, Staatsoberhaupt der Sowjetunion von 1946 bis 1953
- Nina Staude (1888–1980), Astronomin
- Nikolai Strelnikow (1888–1939), Komponist
- Richard Vasmer (1888–1938), Numismatiker, Orientalist und Arabist

#### 1889
- Wladimir Deschewow (1889–1955), Komponist
- Serge Elisseeff (1889–1975), Orientalist
- Arwid Kubbel (1889–1938), Schachspieler
- Jekaterina Lermontowa (1889–1942), Geologin und Paläontologin
- Nikolai Miljutin (1889–1942), Revolutionär, Politiker und Architekturtheoretiker
- Woldemar Mobitz (1889–1951), deutscher Mediziner
- Dmitri Naliwkin (1889–1982), Geologe und Paläontologe
- Ida Orloff (1889–1945), russisch-österreichische Schauspielerin und Übersetzerin
- Leo Pasetti (1889–1937), deutscher Bühnenbildner
- Martin Ramming (1889–1988), deutscher Japanologe
- Joseph Ruttenberg (1889–1983), US-amerikanischer Kameramann
- Ilja Sadofjew (1889–1965), Dichter, Übersetzer, Journalist und Arbeiterkorrespondent
- Andrei Sedelnikow (1889–1954), Luftfahrtingenieur
- Wassili Struwe (1889–1965), Philologe, Althistoriker, Orientalist, Mathematikhistoriker und Ägyptologe

#### 1890
- Mikalaj Aladau (russisch Nikolai Iljitsch Aladow) (1890–1972), sowjetisch-belarussischer Komponist
- Boris Delone (1890–1980), Mathematiker
- Iossif Grigorjew (1890–1951), Geologe und Hochschullehrer
- Georg Achates Gripenberg (1890–1975), finnischer Diplomat
- Konstantin Jelissejew (1890–1968), russisch-sowjetischer Grafiker
- Alexander Konrad (1890–1940), Seemann und Polarforscher
- Juri Krutkow (1890–1952), Physiker
- Anna Löffler-Winkler (1890–1967), deutsche Malerin und Illustratorin
- Anna Ono (1890–1979), russisch-japanische Violinistin und Hochschullehrerin
- Constantin Andreas von Regel (1890–1970), russisch-litauischer Botaniker
- Maria Romanowa (1890–1958), Prinzessin aus dem Hause Romanow-Holstein-Gottorp
- Tatjana Romanowa (1890–1979), Prinzessin aus dem Haus Romanow-Holstein-Gottorp
- Wladimir Rosing (1890–1963), russisch-amerikanischer Operntenor und Bühnendirektor
- Stefanida Rudnewa (1890–1989), Choreografin
- Lidija Swerewa (1890–1916), Flugpionierin, Unternehmerin und die erste Pilotin im Zarenreich
- Adrien Turel (1890–1957), Schweizer Schriftsteller

### 1891–1900

#### 1891
- Irina Borneman-Starynkewitsch (1891–1988), Chemikerin und Mineralogin
- Michail Bujanowski (1891–1966), Hornist und Musikprofessor
- Wanda Chmielowska (1891–1980), polnische Pianistin und Musikpädagogin
- Lew Delone (1891–1969), Botaniker, Genetiker und Hochschullehrer
- Nikolai van Gilse van der Pals (1891–1969), niederländischer Musikwissenschaftler und Dirigent
- Nikolai Koschljakow (1891–1958), Mathematiker und Hochschullehrer
- Theodor Kröger (1891–1958), deutscher Schriftsteller
- Wladimir Lebedew (1891–1967), Maler und Grafiker
- Lidija Lepin (1891–1985), Physikochemikerin und Hochschullehrerin
- Matwei Maniser (1891–1966), Bildhauer und Kunstschriftsteller
- Boris Morros (1891–1963), russischer und US-amerikanischer Filmproduzent, Filmkomponist und musikalischer Leiter
- Wladimir Nemilow (1891–1950), Chemiker, Metallurg und Hochschullehrer
- Alexander Neroslow (1891–1971), Maler in Deutschland
- Ilja Rabinowitsch (1891–1942), Schachmeister
- Anna Radlowa (1891–1949), Dichterin
- Serafima Rjangina (1891–1955), Malerin
- Alexander Rodtschenko (1891–1956), Maler, Grafiker, Fotograf und Architekt
- Konstantin Romanow (1891–1918), Adliger aus dem Haus Romanow-Holstein-Gottorp
- Georgi Safarow (1891–1942), Revolutionär
- Wiktor Schirmunski (1891–1971), Germanist, Philologe und Dialektologe
- Marija Schkapskaja (1891–1952), Dichterin und Journalistin
- Michael Tschechow (1891–1955), russisch-US-amerikanischer Schauspieler, Regisseur und Autor

#### 1892
- Pjotr Baranow (1892–1933), Offizier und Politiker; Oberbefehlshaber der Luftstreitkräfte der Sowjetunion (1924–1931)
- Georg Baumann (1892–1934), estnisch-russischer Ringer
- Erté, eigtl. Romain de Tirtoff (1892–1990), russisch-französischer Illustrator, Bühnenbildner und Modedesigner
- Alexej A. Hackel (1892–1951), Kunsthistoriker und Theologe
- Leonid Kubbel (1892–1942), Schachkomponist
- Sarra Lebedewa (1892–1967), Bildhauerin und Hochschullehrerin
- Lydia Lopokova (1892–1981), russisch-britische Balletttänzerin
- Alexander Porochowschtschikow (1892–1941), Flugzeugkonstrukteur
- Iwan Puni (1892–1956), Maler
- Fjodor Raskolnikow (1892–1939), KP-Funktionär, Flottenkommandeur und Diplomat
- Oleg Romanow (1892–1914), Prinz aus dem Haus Romanow-Holstein-Gottorp
- Pjotr Romanowski (1892–1964), Schachmeister
- Pierre Schildknecht (1892–1968), Filmarchitekt beim französischen, spanischen und portugiesischen Film
- Dmitri Skobelzyn (1892–1990), Physiker
- Edith Södergran (1892–1923), finnlandschwedische Dichterin
- Erich Titschack (1892–1978), deutscher Zoologe
- Kamilla Trewer (1892–1974), Historikerin, Orientalistin und Hochschullehrerin

#### 1893
- Mikołaj Bołtuć (1893–1939), polnischer Brigadegeneral
- Klawdija Nikolajewa (1893–1944), Revolutionärin und Frauenrechtlerin
- Paul von Jugoslawien (1893–1976), Prinz aus dem Königshaus Karadjordjević
- Wiktor Schklowski (1893–1984), Filmkritiker und Autor
- Wsewolod Sibirzew (1893–1920), Revolutionär
- Adolf Stender-Petersen (1893–1963), deutsch-dänischer Slawist russischer Herkunft
- Nina Wolens (1893–1937), Ökonomin
- Iwan Wyschnegradsky (1893–1979), Komponist in Frankreich
- Jauhen Zikozki (1893–1970), Komponist

#### 1894
- Georgi Baimakow (1894–?), Schwimmer
- Witali Bianki (1894–1959), Kinder- und Jugendbuchautor
- Semjon Bogdanow (1894–1960), Chef der Sowjetischen Militäradministration (SMAD) in Brandenburg
- Xenija Gemp (1894–1998), Algologin und Ethnographin
- Alexander Iljin-Schenewski (1894–1941), Schachspieler
- Pjotr Kapiza (1894–1984), Physiker; Nobelpreisträger für Physik 1978
- Robert Mertens (1894–1975), deutscher Biologe und Direktor des Senckenberg Forschungsinstitutes in Frankfurt am Main
- Nina Pigulewskaja (1894–1970), Orientalistin und Byzantinistin
- Igor Romanow (1894–1918), Adliger, Urenkel von Zar Nikolaus I.
- Alexander Sacharjewski (1894–1965), Physiker und Hochschullehrer
- Alexander Scherschewski (1894–1937), Flugzeugingenieur, Flugzeugkonstrukteur, Raketentheoretiker, Schriftsteller, Wissenschafts-Propagandist und Übersetzer
- Jelena Skrschinskaja (1894–1981), Mediävistin und Hochschullehrerin
- Nicolas Slonimsky (1894–1995), US-amerikanischer Komponist, Dirigent, Musikwissenschaftler und Musikkritiker
- Michail Soschtschenko (1894–1958), Schriftsteller
- Wladimir Tscharnoluski (1894–1969), Ethnograph und Schriftsteller
- Alexander Xenofontow (1894–1966), Generalleutnant und Held der Sowjetunion

#### 1895
- Sofija Beljajewa-Eksempljarskaja (1895–1973), Musikwissenschaftlerin, Psychologin und Hochschullehrerin
- Walerian Frolow (1895–1961), Generaloberst
- Nikolai Jeschow (1895–1940), Politiker und Geheimdienstfunktionär
- Wiktor Łabuński (1895–1974), polnisch-amerikanischer Komponist, Pianist und Musikpädagoge
- Charles Lamont (1895–1993), US-amerikanischer Filmregisseur und Drehbuchautor
- Nikolai Nikitin (1895–1963), russisch-sowjetischer Schriftsteller
- Wladimir Propp (1895–1970), Folklorist, Begründer der morphologischen bzw. strukturalistischen Folkloristik
- Sasha Stone (1895–1940), Fotograf russischer Herkunft
- Noi Trozki (1895–1940), Architekt
- Wiktor Turin (1895–1945), Filmregisseur
- Wladimir Weidlé (1895–1979), russisch-französischer Kunstwissenschaftler, Kunstkritiker und Autor
- Walentin Woloschinow (1895–1936), Literaturwissenschaftler

#### 1896
- Pawel Antokolski (1896–1978), Lyriker, Übersetzer und Dramatiker
- Felia Doubrovska (1896–1981), Tänzerin
- Leonid Kannegiesser (1896–1918), Dichter
- Wiktor Kossenko (1896–1938), Komponist, Lehrer und Pianist
- German Kreps (1896–1944), Geobotaniker, Zoologe und Ethnograph
- Stanisław Mackiewicz (1896–1966), polnischer Politiker
- Michail Ochitowitsch (1896–1937), Soziologe, Stadtplaner und Architekt
- Roman Romanow (1896–1978), Großfürst aus dem Haus Romanow-Holstein-Gottorp
- Leon Theremin (1896–1993), Physiker und Erfinder
- Nikolai Tichonow (1896–1979), Schriftsteller
- Victor Trivas (1896–1970), US-amerikanischer Filmregisseur, Drehbuchautor und Szenenbildner russischer Herkunft
- Marian Walentynowicz (1896–1967), Karikaturist und Architekt
- Wassili Wassiljew (1896–1942), Offizier der Roten Armee

#### 1897
- Otto Gustaf Carlsund (1897–1948), schwedischer Maler
- Tatjana Dubjago (1897–1959), Architektin und Hochschullehrerin
- Wladimir Kurassow (1897–1973), Armeegeneral
- George Löwendal (1897–1964), rumänischer Maler und Bühnenbildner russisch-dänischer Herkunft
- Ernst Georg Nauck (1897–1967), deutscher Tropenmediziner und Hochschullehrer
- Wladimir Paley (1897–1918), Graf von Hohenfelsen, Dichter
- Antonina Pojarkowa (1897–1980), Botanikerin
- Georgi Prokofjew (1897–1942), Linguist, Ethnograph und Hochschullehrer
- Gregory Ratoff (1897–1960), russisch-US-amerikanischer Schauspieler, Filmregisseur und Produzent
- Tatjana Romanowa (1897–1918), Großfürstin, zweite Tochter von Zar Nikolaus II.
- Sergei Taborizki (1897–1980), Nationalist und Monarchist
- Roman Vishniac (1897–1990), US-amerikanischer Biologe, Fotograf und Pionier der Wissenschaftsfotografie
- Zygmunt Waliszewski (1897–1936), polnischer Maler

#### 1898
- Barbara von Annenkoff (1898–1978), deutsche Schauspielerin
- Paraskeva Clark (1898–1986), russisch-kanadische Malerin
- Juri Ender (1898–1963), Maler
- Andreas Faehlmann (1898–1943), estnischer Segler
- Wladimir Fock (1898–1974), Physiker der Quantenmechanik und Quantenfeldtheorie
- Otto Gordziałkowski (1898–1994), polnischer Ruderer
- Vera Dreyfus-de Gunzburg (1898–1972), Flüchtlingshelferin, Frauenrechtlerin und Bankierin
- Toivo Hörkkö (1898–1975), finnischer Radrennfahrer
- Léonide Moguy (1898–1976), russisch-französischer Schnittmeister und Filmregisseur
- Pjotr Rehbinder (1898–1972), Wissenschaftler
- Sergei Tschebanow (1898–1965), Militärarzt und Linguist
- Boris Tschuchnowski (1898–1975), Pilot

#### 1899
- Sergei Frisch (1899–1977), Physiker und Hochschullehrer
- Wera Gase (1899–1954), Astronomin
- Jewgeni Grigorjew (1899–1981), Theater- und Filmschauspieler
- Cyprian Kern (1899–1960), orthodoxer Theologe und Professor für Patristik am Institut de Théologie Orthodoxe Saint-Serge in Paris
- Dmitri Korschinski (1899–1985), Geologe, Physikochemiker und Hochschullehrer
- Jewgeni Kreps (1899–1985), Physiologe und Hochschullehrer
- Arved Kurtz (1899–1995), klassischer Geiger, Dirigent und Musikpädagoge
- Anastassija Manzewitsch (1899–1982), Althistorikerin
- Sergei Martinson (1899–1984), Schauspieler
- Miliza Matje (1899–1966), Ägyptologin, Kunstwissenschaftlerin und Historikerin
- Georg Herzog zu Mecklenburg (1899–1963), deutscher Adliger aus dem Haus Mecklenburg
- Vladimir Nabokov (1899–1977), Schriftsteller, Literaturwissenschaftler und Schmetterlingsforscher
- Friedrich Wilhelm Neumann (1899–1979), deutscher Slawist und Hochschullehrer
- Priit Nigula (1899–1962), estnischer Dirigent und Pianist
- Oskar Rywkin (1899–1937), sowjetischer Parteifunktionär
- Olga Schisnewa (1899–1972), Schauspielerin
- Jelisaweta Skoropadska (1899–1976), ukrainische Bildhauerin und Politikerin
- Alexander Tscherepnin (1899–1977), Komponist und Pianist
- Eugène Vinaver (1899–1979), französischer Romanist und Mediävist russischer Herkunft
- Konstantin Waginow (1899–1934), Dichter
- Nikolai Woronow (1899–1968), Hauptmarschall der Artillerie

#### 1900
- Adelina Adalis (1900–1969), Dichterin, Schriftstellerin und Übersetzerin
- Léonide Azar (1900–unbekannt), französischer Filmeditor
- Nikolai Beresowski (1900–1953), Komponist und Violinist
- Vladimir Bernstein (1900–1936), russischstämmiger italienischer Mathematiker
- Edward Caton (1900–1981), US-amerikanischer Tänzer, Ballettlehrer und Choreograph
- Lidija Djomkina (1900–1994), Physikochemikerin
- Alexander Dragunow (1900–1955), Sinologe und Sprachwissenschaftler
- Nina Gagen-Torn (1900–1986), Ethnographin, Schriftstellerin und Dichterin
- Tatjana Glebowa (1900–1985), Malerin, Grafikerin und Illustratorin
- Wilhelm Greiffenberger (1900–1991), SS-Sturmbannführer
- Georgi Grinberg (1900–1991), Physiker
- Irene Grüning (1900–1955), deutsch-russische Historikerin und Hochschullehrerin
- Roman Hecker (1900–1991), Paläontologe und Geologe
- George Hoyningen-Huene (1900–1968), US-amerikanischer Modefotograf
- Lew Krowizki (1900–1961/1962), Theater- und Filmschauspieler
- Efrem Kurtz (1900–1995), Dirigent
- Lew Loizjanski (1900–1991), Mathematiker, Physiker und Hochschullehrer
- Léon Motchane (1900–1990), französischer Mathematiker und Manager
- Sergej Nabokov (1900–1945), Übersetzer
- Nikolai Parijski (1900–1996), Astronom, Geophysiker und Hochschullehrer
- Alexander Schtschukin (1900–1990), Physiker und Hochschullehrer
- Sampson Sievers (1900–1979), russisch-orthodoxer Geistlicher in den USA
- Juri Swirin (1900–1986), Theater- und Filmschauspieler sowie Bühnenautor
- Valentin Tomberg (1900–1973), Rechtswissenschaftler und Mystiker
- Wladimir Tribuz (1900–1977), Admiral
- Melitta Wiedemann (1900–1980), deutsche Journalistin und Publizistin
- Wsewolod Wischnewski (1900–1951), Schriftsteller
- Oleg Wolkow (1900–1996), Schriftsteller, Publizist und Übersetzer

## 20. Jahrhundert

### 1901–1910

#### 1901
- Daniele Amfitheatrof (1901–1983), Komponist, Orchesterleiter und Filmkomponist
- Nina Berberowa (1901–1993), Schriftstellerin
- Bronisław Dardziński (1901–1971), polnischer Schauspieler
- Andrews Engelmann (1901–1992), deutsch-baltischer Schauspieler
- Paul Evdokimov (1901–1970), russisch-französischer orthodoxer Theologe und Hochschullehrer
- Jakow Gakkel (1901–1965), Ozeanograph
- Margit Hall (1901–1937), Architektin und Möbeldesignerin
- Karandasch (1901–1983), Zirkus-Clown, Volkskünstler der UdSSR
- Nikolai Kotschin (1901–1944), Mathematiker
- Georges Lampin (1901–1979), französischer Filmregisseur, Drehbuchautor und Filmproduzent
- Vera Lourié (1901–1998), Dichterin
- Lew Lunz (1901–1924), Schriftsteller
- Andrei Moskwin (1901–1961), Kameramann
- Juri Pantelejew (1901–1983), sowjetischer Admiral, Politiker und Professor
- Eugene Rabinowitch (1901–1973), US-amerikanischer Biophysiker russischer Herkunft
- Nikolaus Riehl (1901–1990), russisch-deutscher Physiker und Nuklearchemiker
- Georgi Rimski-Korsakow (1901–1965), Komponist
- Anastasia Romanowa (1901–1918), Großfürstin aus dem Haus Romanow-Holstein-Gottorp, Tochter von Zar Nikolaus II.
- Wsewolod Scharonow (1901–1964), Astronom
- Lew Schubnikow (1901–1937), Physiker
- Wassili Simbirzew (1901–1982), Architekt und Hochschullehrer
- Wladimir Sofronizki (1901–1961), Pianist
- Sofja Spasskaja (1901–1962), Bildhauerin
- Nikolai Suikow (1901–1942), Konteradmiral
- Guido Waldmann (1901–1990), Musikpädagoge, Komponist und Pianist
- Alexander Werth (1901–1969), britischer Journalist und Historiker

#### 1902
- Tania Balachova (1902–1973), französische Schauspielerin, Theaterregisseurin und Theaterpädagogin
- Reginald Beck (1902–1992), britischer Filmeditor
- Ljubow Bogomolowa (1902–1983), Hämatologin und Hochschullehrerin
- Jewgenija Dawidenkowa (1902–1996), Neurologin, Genetikerin und Hochschullehrerin
- Eduard Ellman-Eelma (1902–1941), estnischer Fußballspieler der Zwischenkriegszeit
- Victor Gsovsky (1902–1974), Balletttänzer, Choreograf, Ballettmeister und Tanzpädagoge
- Waldemar Gurian (1902–1954), deutsch-US-amerikanischer Politikwissenschaftler und Publizist
- Olaf Hansen (1902–1969), deutsch-russischer Iranist und Indogermanist
- Andrei Jumaschew (1902–1988), Testpilot
- Henryk Kłoczkowski (1902–1962), polnischer Marineoffizier im Zweiten Weltkrieg
- Georges Kopp (1902–1951), belgischer Ingenieur und Militär
- Nadeschda Koschewerowa (1902–1989), Filmregisseurin
- Andrei Lebedinski (1902–1965), Physiologe, Biophysiker und Hochschullehrer
- Sigismund Lewanewski (1902–1937), Pilot, Held der Sowjetunion
- Bronislaw Malachowski (1902–1937), Architekt, Karikaturist und Illustrator
- Véra Nabokov (1902–1991), Ehefrau des Schriftstellers Vladimir Nabokov
- Georg Ostrogorsky (1902–1976), jugoslawischer Byzantinist russischer Herkunft
- Alisa Poret (1902–1984), Malerin und Illustratorin
- Iraida Sejest (1902–1981), Kunsthistorikerin und Archäologin
- Pjotr Semjonow (1902–1986), Generaloberst der Artillerie
- Horst Siewert (1902–1943), Tierfotograf und -filmer, Regisseur, Drehbuchautor und Produzent
- Anna Nikolajewna Wolkowa (1902–1973), russische Modedesignerin und Spionin

#### 1903
- Maximilian Braun (1903–1984), deutscher Slawist, Übersetzer und Autor
- Alexander Brodski (1903–1984), Fotograf und Journalist
- Alexander Chrjakow (1903–1976), Architekt
- Alexandra Danilowa (1903–1997), Balletttänzerin, Choreografin und Pädagogin
- Nina Dudarowa (1903–1992), Dichterin und Übersetzerin
- Wilhelm Gallas (1903–1989), deutscher Jurist, Strafrechtstheoretiker und Hochschullehrer
- Grigori Gamburzew (1903–1955), Geophysiker, Seismologe und Hochschullehrer
- Gaito Gasdanow (1903–1971), Schriftsteller und Journalist
- Andrei Gerschun (1903–1952), Physiker und Hochschullehrer
- Lidija Jewtjuchowa (1903–1974), Prähistorikerin
- Leonid Kinskey (1903–1998), russisch-US-amerikanischer Schauspieler
- Anatole Kitain (1903–1980), russisch-US-amerikanischer Konzertpianist
- Leonid Körber (1903–1993), russisch-sowjetischer Funktechniker und Flugzeugtechniker
- Zoia Korvin-Krukovsky (1903–1999), russisch-schwedische Künstlerin
- Wadim Alexejewitsch Kosin (1903–1994), russischer Sänger und Komponist
- Michail Leontowitsch (1903–1981), Physiker
- Oleg Ljalin (1903–1974), Architekt und Hochschullehrer
- Agnija Losina-Losinskaja (1903–1958), Botanikerin und Dendrologin
- Andrei Markow (1903–1979), Mathematiker
- Jewgeni Mrawinski (1903–1988), Dirigent
- Wladimir Munz (1903–1974), Architekt und Hochschullehrer
- Nikolai Nowikow (1903–1989), Diplomat
- Tatjana Passek (1903–1968), Prähistorikerin
- Boris Pomeranzew (1903–1939), Acarologe und Parasitologe
- Georgi Romanow (1903–1938), Prinz aus dem Haus Romanow-Holstein-Gottorp
- Xenija Romanowa (1903–1965), Prinzessin aus dem Haus Romanow-Holstein-Gottorp
- Sergius Ruegenberg (1903–1996), deutscher Architekt, Designer und Zeichner
- Natalija Sabila (1903–1985), ukrainisch-sowjetische Autorin und Übersetzerin
- Willi Schatz (1903–1976), deutsch-baltischer Filmarchitekt
- Artur Tammiko (1903–1981), estnischer Fußballspieler und Theologe deutsch-baltischer Herkunft
- Nikolai Tscherkassow (1903–1966), Schauspieler
- Giuseppe Zamboni (1903–1986), italienischer Germanist und Italianist
- Ralf Zeitler (1903–1953), baltendeutscher Volkswirt und SA-Führer

#### 1904
- Lydia Aadre (1904–1957), estnische Sängerin
- George Balanchine (1904–1983), Choreograf, Gründer des American Ballet
- Nikolai Bersarin (1904–1945), Generaloberst und erster sowjetischer Stadtkommandant von Berlin (1945)
- Alexander Chanow (1904–1983), sowjetischer Schauspieler und Synchronsprecher
- Juli Chariton (1904–1996), Physiker
- Alexander Charkewitsch (1904–1965), Wissenschaftler, Pionier der Nachrichtentechnik
- Tito Colliander (1904–1989), finnlandschwedischer Schriftsteller
- Tom Conway (1904–1967), britischer Schauspieler und Hörspielsprecher
- Wiktor Gaidukewitsch (1904–1966), Klassischer Archäologe
- Sergei Jutkewitsch (1904–1985), Filmregisseur
- Dmitri Kabalewski (1904–1987), Komponist
- Dmitri Kasanli (1904–1959), Physiker und Geologe
- Valentin Kiparsky (1904–1983), finnischer Slawist und Sprachwissenschaftler
- Alexei Kossygin (1904–1980), Politiker, Ministerpräsident der Sowjetunion (1964–1980)
- Johann Kuprianoff (1904–1971), deutscher Ingenieur,  Bundesforschungsanstalts-Direktor
- Leonid Lipawski (1904–1941), Schriftsteller
- Jewgenija Lossakewitsch (1904–1995), Schauspielerin und Synchronsprecherin
- Andrei Michailow (1904–1996), Wasserbauingenieur und Hochschullehrer
- Leonid Nikolajew (1904–1934), Attentäter
- Genia Nikolajewa (1904–2001), deutsch-US-amerikanische Schauspielerin
- Konstantin Reichardt (1904–1976), deutsch-US-amerikanischer Germanist und Nordist
- Svetoslav Roerich (1904–1993), russisch-indischer Maler
- Alexei Romanow (1904–1918), Kronprinz aus dem Romanow-Haus, einziger Sohn von Zar Nikolaus II.
- Tamara Talbot Rice (1904–1993), russisch-britische Kunsthistorikerin
- Michail Sadowski (1904–1994), Geophysiker
- Jelisaweta Schischmarjowa (1904–1996), Übersetzerin
- Nikolai Sokolow (1904–1990), Architekt
- Alexander Wwedenski (1904–1941), Dichter

#### 1905
- Boris Arapow (1905–1992), Komponist
- Mischa Auer (1905–1967), US-amerikanischer Film- und Theaterschauspieler russischer Herkunft
- Daniil Charms (1905–1942), Schriftsteller
- Boris Goldenberg (1905–1980), sozialistischer Politiker, Journalist und Historiker
- Alexandra Harder (1905–2001), Malerin
- Michail Michailowitsch Jermolajew (1905–1991), Geologe, Polarforscher und Hochschullehrer
- Oleg Alexander Kerensky (1905–1984), Zivilingenieur
- Burkhard Nadolny (1905–1968), deutscher Schriftsteller
- Ayn Rand (1905–1982), russisch-US-amerikanische Schriftstellerin und Philosophin
- Robert Rompe (1905–1993), deutscher Physiker und Politiker in der DDR
- Alexander Schalnikow (1905–1986), Physiker
- Anton Karlowitsch Walter (1905–1965), sowjetisch-ukrainischer Kernphysiker und Hochschullehrer
- Georgi Winberg (1905–1987), Limnologe

#### 1906
- Andreas von Amburger (1906–1970), deutscher Kriminalist und SS-Untersturmführer in der Einsatzgruppe B
- Andria Balantschiwadse (1906–1992), georgischer Komponist
- Jekaterina Belaschowa (1906–1971), Bildhauerin und Hochschullehrerin
- Jacques Companéez (1906–1956), französischer Drehbuchautor russisch-jüdischer Herkunft
- Hans Jürgen Eggers (1906–1975), deutscher Prähistoriker
- Michel Emer (1906–1984), französischer Komponist, Texter und Pianist
- Andrei Fjodorow (1906–1997), Übersetzer, Philologe, Literarhistoriker und Pädagoge
- Alexander Gelfond (1906–1968), Mathematiker
- Ludmilla Herzenstein (1906–1994), deutsche Architektin, Stadtplanerin und Kinderbuchautorin russischer Herkunft
- Tatjana Jakowlewa (1906–1991), eine der Musen von Wladimir Majakowski
- Raissa Kochanowa (1906–1992), Architektin
- Dmitri Lichatschow (1906–1999), Philologe und Slawist
- Albert Manfred (1906–1976), Historiker
- Platon Morosow (1906–1986), Jurist, Richter am Internationalen Gerichtshof in Den Haag
- Wiktor Neweschin (1906–1974), Filmregisseur
- Jewgeni Perepjolkin (1906–1938), Astronom
- Boris Piip (1906–1966), Geologe und Vulkanologe
- Anna-Lülja Praun (1906–2004), österreichische Architektin und Designerin
- Wera Romanowa (1906–2001), Prinzessin aus dem Haus Romanow-Holstein-Gottorp
- George Sanders (1906–1972), britischer Schauspieler
- Dmitri Schostakowitsch (1906–1975), Komponist, Pianist und Pädagoge
- Boris Schwarz (1906–1983), russisch-amerikanischer Geiger und Musikwissenschaftler

#### 1907
- Erik Amburger (1907–2001), deutscher Osteuropahistoriker
- Michail Baburin (1907–1984), sowjetischer Bildhauer
- Ilya Bolotowsky (1907–1981), russisch-amerikanischer Maler
- Vera Broido (1907–2004), Schriftstellerin
- Michail Gerassimow (1907–1970), Archäologe, Anthropologe und Bildhauer
- Boris Körber (1907–1978), Luftfahrtingenieur
- Semjon Kosyrew (1907–1991), Diplomat
- Lew Kowarski (1907–1979), russisch-französischer Physiker
- Boris Maisel (1907–1986), Komponist
- Tamara Makarowa (1907–1997), Schauspielerin und Schauspiellehrerin
- Jan Savitt (1907–1948), US-amerikanischer Violinist, Bandleader, Komponist und Arrangeur
- Wassili Solowjow-Sedoi (1907–1979), Komponist
- Sofka Skipwith (1907–1994), russisch-britische Aristokratin und Kommunistin
- Théodore Strawinsky (1907–1989), Kunstmaler
- Sergei Tolstow (1907–1976), Archäologe, Ethnograf und Historiker
- Victor Vacquier (1907–2009), russisch-US-amerikanischer Geophysiker und Ozeanograph

#### 1908
- Georgi Alexandrow (1908–1961), Philosoph und Politiker
- Irakli Andronikow (1908–1990), Literaturwissenschaftler und Schriftsteller
- Natalja Baranskaja (1908–2004), Schriftstellerin
- Sergei Christianowitsch (1908–2000), Mathematiker, Physiker und Hochschullehrer
- Georgi Demidow (1908–1987), Physiker und Schriftsteller
- Nina Dorliak (1908–1998), Sängerin
- Ilja Frank (1908–1990), Physiker und Nobelpreisträger (1958)
- Alexander Guljajew (1908–1998), Spezialist für Metallurgie, Professor und Schachkomponist
- Walentin Iwanow (1908–1992), Mathematiker
- Rostislaw Kaischew (1908–2002), bulgarischer physikalischer Chemiker
- Margarete Kaufmann (1908–1942), deutsche Widerstandskämpferin
- Nikolai Kosyrew (1908–1983), Astronom
- Edmund Kurtz (1908–2004), Cellist
- Alexandre Mnouchkine (1908–1993), russisch-französischer Filmproduzent
- Balys Norvaiša (1907–1908), litauischer Fußballspieler und Kommandant einer Spezialeinheit im Zweiten Weltkrieg
- Leonid Pantelejew (1908–1987), Schriftsteller
- Boris Piotrowski (1908–1990), Archäologe und Direktor der Eremitage in Sankt Petersburg
- Wjatscheslaw Ragosin (1908–1962), Schachgroßmeister und der 2. Fernschachweltmeister
- Igor Roschin (1908–2005), Architekt und Hochschullehrer
- Iwan Sabotin (1908–1955), Wasserbauingenieur und Schriftsteller
- Alexander Sarchi (1908–1997), Regisseur und Drehbuchautor
- Marina Semjonowa (1908–2010), Primaballerina
- Sergei Sobolew (1908–1989), Mathematiker
- Witali Tschechower (1908–1965), Schachspieler und -komponist
- Sergei Urussewski (1908–1974), Kameramann und Regisseur
- Boris Vildé (1908–1942), russisch-französischer Ethnologe, Linguist und Widerstandskämpfer in der Résistance

#### 1909
- Wladimir Admoni (1909–1993), Germanist und Skandinavist, Linguist und Literaturwissenschaftler, Übersetzer, Schriftsteller und Dichter
- Georgi Boki (1909–2001), Physikochemiker, Kristallchemiker, Kristallograph und Hochschullehrer
- Natascha A. Brunswick (1909–2003), deutsch-amerikanische Mathematikerin und Fotografin
- Valentin Feldman (1909–1942), französischer Philosoph und Kämpfer der Résistance
- Bruno Freindlich (1909–2002), Schauspieler
- Jacques Gelman (1909–1986), mexikanischer Filmproduzent und Kunstsammler
- Lilja Kedrowa (1909–2000), Schauspielerin
- Michail Kosodajew (1909–1986), Kernphysiker und Hochschullehrer
- Georgi Lissizyn (1909–1972), Schachmeister und -theoretiker
- Sofja Naboko (1909–2005), Vulkanologin und Geologin
- Wassili Rakow (1909–1996), Pilot und zweifacher Held der Sowjetunion
- Michail Rjasanski (1909–1987), Funktechniker
- Nina Rosenson (1909–1942), Mathematikerin
- Wladimir Solowjow (1909–1968), Schauspieler, Theaterregisseur und Synchronsprecher
- Mai Talvest (1909–2001), estnische Schriftstellerin
- Sinaida Workul (1909–1994), Schauspielerin und Synchronsprecherin

#### 1910
- Elewter Andronikaschwili (1910–1989), Physiker und Hochschullehrer
- Koka Antonowa (1910–2007), Indologin
- Georg Birukow (1910–1985), deutscher Zoologe und Hochschullehrer
- Olga Bergholz (1910–1975), Schriftstellerin
- Anatole de Grunwald (1910–1967), russisch-britischer Filmproduzent
- Nina Hasvoll (1910–1999), norwegische Psychoanalytikerin
- Michail Ignátieff (1910–1991), deutscher Balalaikavirtuose und Komponist russischer Herkunft
- Jelena Junger (1910–1999), Schauspielerin
- Barys Kit (1910–2018), Mathematiker, Physiker und Chemiker
- Pawel Kluschanzew (1910–1999), Filmregisseur
- Vera Kopetz (1910–1998), deutsche Malerin und Grafikerin
- Boris Konstantinow (1910–1969), Physiker und Hochschullehrer
- Hans Leberecht (1910–1960), russisch-estnischer Schriftsteller
- George G. Lorentz (1910–2006), russisch-US-amerikanischer Mathematiker
- Nikolai Mossolow (1910–1988), russisch-namibischer Historiker
- Léon Poliakov (1910–1997), französischer Historiker
- Eva Priester (1910–1982), österreichische Journalistin und Historikerin
- Konstantin Sergejew (1910–1992), Balletttänzer
- Curt von Stackelberg (1910–1994), deutscher Jurist und Strafverteidiger
- Alexander Tolusch (1910–1969), Schachgroßmeister
- Galina Ulanowa (1910–1998), Primaballerina
- Vitaly Ustinov (1910–2006), First Hierarch der Russischen Orthodoxen Kirche im Ausland von 1985 bis 2001
- Hermann Wäffler (1910–2003), deutsch-schweizerischer Kernphysiker und Hochschullehrer

### 1911–1920

#### 1911
- Marija Barabanowa (1911–1993), Theater- und Filmschauspielerin sowie Synchronsprecherin
- Michail Botwinnik (1911–1995), sechster Schachweltmeister
- Yrjö von Grönhagen (1911–2003), finnischer Autor und Forscher
- George M. A. Hanfmann (1911–1986), US-amerikanischer klassischer Archäologe russischer Herkunft
- Benjamin Idelson (1911–1972), israelischer Architekt
- Alexander Issatschenko (1911–1978), österreichischer Sprachwissenschaftler russischer Herkunft
- Harald Kalnins (1911–1997), Bischof der Evangelisch-Lutherischen Kirche in Russland, der Ukraine, in Kasachstan und Mittelasien
- Nicholas Kemmer (1911–1998), britischer Physiker mit russisch-deutschen Wurzeln
- Boris Kostelanetz (1911–2006), US-amerikanischer Jurist
- Janusz Minkiewicz (1911–1981), Schriftsteller, Lyriker, Satiriker, Journalist und Übersetzer
- Manja Mourier (1911–1991), dänische Artistin, Schauspielerin und Background-Sängerin
- Nikolai Nowotelnow (1911–2006), Schachspieler
- Alexis Scamoni (1911–1993), deutscher Forst- und Jagdwissenschaftler
- David Shoenberg (1911–2004), britischer Physiker
- Jakob Segal (1911–1995), deutscher Biologe
- Pjotr Spiwak (1911–1992), Physiker

#### 1912
- Irina Benua (1912–2004), Architektin und Restauratorin
- Olaf Boustedt (1912–1995), deutscher Statistiker, Siedlungs- und Wirtschaftsgeograph, Regionalwissenschaftler und Raumforscher
- Wera Florowskaja (1912–2018), Geologin, Geochemikerin und Hochschullehrerin
- Marija Glasowskaja (1912–2016), Bodenwissenschaftlerin, Geochemikerin und Hochschullehrerin
- Lew Gumiljow (1912–1992), Historiker, Ethnologe, Dichter und Übersetzer aus der persischen Sprache
- Irene Gysi (1912–2007), Kulturpolitikerin in der DDR
- Leonid Kantorowitsch (1912–1986), Mathematiker und Ökonom; Nobelpreisträger für Wirtschaft 1975
- Werner Koepcke (1912–1976), deutscher Bauingenieur und Hochschullehrer
- Boris Konopljow (1912–1960), Raketeningenieur
- Sergej Lapin (1912–1990), Diplomat
- Nathan Leites (1912–1987), US-amerikanischer Sozialforscher und Politologe russischer Herkunft
- Nikita Magaloff (1912–1992), Pianist
- Alfred Mansfeld (1912–2004), israelischer Architekt
- Arseni Maximow (1912–2003), Architekt
- Assia Noris (1912–1998), italienische Schauspielerin russischer Herkunft
- Wadim Salmanow (1912–1978), Komponist
- Jewgeni Samoilow (1912–2006), Schauspieler
- Georgi Swischtschow (1912–1999), Aerodynamiker und Hochschullehrer
- Jakow Terlezki (1912–1993), theoretischer Physiker
- Michail Wolkenstein (1912–1992), Biophysiker

#### 1913
- Albert Bartsch (1913–1996), deutscher evangelisch-lutherischer Pfarrer und Schriftsteller
- Pierre Basilewsky (1913–1993), belgischer Entomologe russischer Herkunft
- Alexandre Bennigsen (1913–1988), russisch-französischer Historiker
- Raissa Berg (1913–2006), sowjetisch-US-amerikanisch-französische Genetikerin und Hochschullehrerin
- Wjatscheslaw Bogazki (1913–1981), Geologe
- Nikita Bogoslowski (1913–2004), Komponist, Dirigent, Pianist, Musikpublizist, Autor und Humorist
- Nikolai Gwosdezki (1913–1994), Geograph und Hochschullehrer
- Ansa Ikonen (1913–1989), finnische Film- und Theaterschauspielern sowie Sängerin
- Horst W. Janson (1913–1982), deutsch-US-amerikanischer Kunsthistoriker, Kurator und Hochschullehrer
- Anton Lang (1913–1996), russisch-US-amerikanischer Botaniker
- Theodor Poretschkin (1913–2006), Brigadegeneral des Heeres der Bundeswehr, während des Zweiten Weltkriegs Nachrichtenoffizier des Geheimen Funkmeldedienstes im Oberkommando der Wehrmacht (OKW)
- Pawel Rappoport (1913–1988), Architekturhistoriker und Archäologe
- Anastassija Semjonowa-Tjan-Schanskaja (1913–1992), Geobotanikerin
- Boris Stepanow (1913–1987), Physiker und Hochschullehrer
- Cyrille Toumanoff (1913–1997), georgisch-russisch-US-amerikanischer Historiker
- Jurij A. Treguboff (1913–2000), russisch-deutscher Schriftsteller
- Alexander Tschakowski (1913–1994), Schriftsteller und Journalist
- Sinaida Wassiljewa (1913–1999), Ballerina und Lehrerin

#### 1914
- Walentina Chetagurowa (1914–1992), Komsomol-Aktivistin
- Marina von Ditmar (1914–2014), deutsch-baltische Theater- und Filmschauspielerin
- Mark Gallai (1914–1998), Testpilot und Ingenieur
- George de Godzinsky (1914–1994), finnischer Komponist, Dirigent und Pianist russischer Herkunft
- Jewgenija Gutnowa (1914–1992), Mediävistin und Hochschullehrerin
- Natalija Iljina (1914–1994), Journalistin, Literaturkritikerin und Satirikerin
- Marija Kapnist (1914–1993), sowjetisch-ukrainische Filmschauspielerin
- Ljudmila Kuprijanowa (1914–1987), Botanikerin
- Bernt von Kügelgen (1914–2002), deutscher Journalist
- Gottfried Lessing (1914–1979), deutscher Jurist und Diplomat der DDR
- Paul Olmari (1914–1988), orthodoxer Priester, Erzbischof von Karelien und ganz Finnland
- Hans Hellmuth Ruete (1914–1987), deutscher Diplomat
- Nicolas de Staël (1914–1955), französischer Maler russisch-baltischer Herkunft

#### 1915
- Anastassija Abramowa (1915–2012), Bryologin
- Sergei Antonow (1915–1995), Schriftsteller
- Jakow Belenki (1915–1989), Theater- und Filmschauspieler sowie Synchronsprecher
- Lidija Charlemagne (1915–1963), Malerin
- Igor Djakonow (1915–1999), Altorientalist, Linguist und Historiker
- Jekaterina Feoktistowa (1915–1987), Chemikerin
- Grigori Frid (1915–2012), Komponist, Maler und Schriftsteller
- Pawel Kadotschnikow (1915–1988), Schauspieler, Regisseur und Drehbuchautor
- Boris Karamyschew (1915–2003), Komponist und Dirigent
- Walter Masing (1915–2004), deutscher Physiker und Unternehmer
- Tatiana von Metternich-Winneburg (1915–2006), deutsche Malerin, Schriftstellerin und Mäzenin russischer Herkunft
- Georg Puchert (1915–1959), deutsch-baltischer Waffenhändler
- Boris Rauschenbach (1915–2001), russlanddeutscher Physiker und einer der Begründer der sowjetischen Raumfahrt
- Anatoli Regel (1915–1989), Physiker und Hochschullehrer
- Dita Roque-Gourary (1915–2010), Architektin
- Sergei Schilkin (1915–2007), deutscher Unternehmer russischer Herkunft
- Georgi Schschonow (1915–2005), Schauspieler
- Konstantin Simonow (1915–1979), Schriftsteller, Lyriker und Kriegsberichterstatter

#### 1916
- Dmitri Bibikow (1916–1997), Zoologe
- Dizmondas Ilgūnas (1916–2008), litauischer Fußball- und Basketballspieler
- Tatjana Lietz (1916–2001), deutsche Malerin, Sprach- und Kunstlehrerin
- Zoé Oldenburg (1916–2002), Malerin, Historikerin und Schriftstellerin
- Marija Orbeli (1916–1949), Kernphysikerin
- Alexander Rutsch (1916–1997), österreichischer Porträtmaler und -zeichner
- Alexei Slaworossow (1916–1995), Bergbauingenieur und Markscheider
- Lew Stepanow (1916–1967), Theater- und Filmschauspieler
- Kyra Vayne (1916–2001), russisch-britische Opernsängerin

#### 1917
- Richard Breyer (1917–1999), deutscher Historiker
- Natalja Kind (1917–1992), Geologin
- Annette Laming-Emperaire (1917–1977), französische Archäologin
- Paul Limberg (1917–1997), deutscher Pflanzenbauwissenschaftler
- Anna Marly (1917–2006), französische Sängerin und Songschreiberin
- Roman Matsov (1917–2001), estnischer Dirigent und Violinist deutschbaltischer Herkunft
- Boris Rosenfeld (1917–2008), Mathematiker und Mathematikhistoriker
- Sergei Selichanow (1917–1976), Bildhauer
- Walerija Troizkaja (1917–2010), Geophysikerin
- Wladislaw Wojewodski (1917–1967), Chemiker und Hochschullehrer

#### 1918
- Efim Etkind (1918–1999), Literaturwissenschaftler und Übersetzer

#### 1919
- Wera Altaiskaja (1919–1978), Schauspielerin
- Irina Baronova (1919–2008), russisch-britische Balletttänzerin und Schauspielerin
- Modest Haase-Rapoport (1919–1996), Kybernetiker
- Bronė Mingilaitė-Uogintienė (1919–1983), Malerin und Illustratorin
- Michail Schulz (1919–2006), Physikochemiker und Hochschullehrer
- Galina Ustwolskaja (1919–2006), Komponistin

#### 1920
- Wiktor-Andrei Borowik-Romanow (1920–1997), Physiker
- Wladimir Jerofejew (1920–2011), Französisch-Dolmetscher
- Wladimir Kibaltschitsch (1920–2005), Revolutionär und Künstler
- Georg Ots (1920–1975), sowjetisch-estnischer Sänger
- Dimitri Stein (1920–2018), US-amerikanischer Ingenieur, Hochschullehrer und Unternehmer

### 1921–1930

#### 1921
- Tatjana Berschadskaja (1921–2021), Musikwissenschaftlerin und Hochschullehrerin
- Wladimir Wassiljew (1921–1970), Schauspieler
- Wladimir Wassilkowski (1921–2002), Architekt und Hochschullehrer

#### 1922
- Aris Alexandrou (1922–1978), Schriftsteller
- Igor Gramberg (1922–2002), Geologe
- Rita Kukaine (1922–2011), sowjetisch-lettische Immunologin und Virologin
- Juri Lotman (1922–1993), Literaturwissenschaftler und Semiotiker
- Lidija Schtykan (1922–1982), Theater- und Filmschauspielerin
- Lidija Selichowa (1922–2003), Eisschnellläuferin

#### 1923
- Walentina Leontjewa (1923–2007), Fernsehmoderatorin
- Daniil Schafran (1923–1997), Cellist

#### 1924
- Natalja Bechterewa (1924–2008), Neurophysiologin
- Eugene Dynkin (1924–2014), russisch-US-amerikanischer Mathematiker
- Alexander Jessenin-Wolpin (1924–2016), russisch-US-amerikanischer Mathematiker und Dichter
- Boris Lurie (1924–2008), US-amerikanischer Künstler und Autor
- Michail Nossyrew (1924–1981), Komponist
- Wladimir Uchow (1924–1996), Geher, Europameister (1954)

#### 1925
- Kirill Lawrow (1925–2007), Theater- und Filmschauspieler
- Hanns Simons (1925–1984), deutscher Bauingenieur und Professor an der TU Braunschweig
- Wiktorija Strusman (1925–2016), Architektin
- Wladimir Wawilow (1925–1973), Gitarrist, Lautenist und Komponist
- Wiktor Wilner (1925–2017), Künstler
- Dmitri Wolkow (1925–1996), theoretischer Physiker

#### 1926
- Nikolai Delone (1926–2008), Physiker und Hochschullehrer
- Anatoli Demitkow (1926–2005), Kanute
- Walentin Falin (1926–2018), Diplomat und Autor
- Leonid Grigorjew (* 1926), Weitspringer
- Juri Iljassow (1926–2005), Hochspringer
- Sergej Jachontow (1926–2018), Sprachwissenschaftler und Sinologe
- Ninel Myschkowa (1926–2003), Schauspielerin
- Sinaida Portnowa (1926–1944), Partisanin
- Lew Russow (1926–1987), Maler
- Larissa Volpert (1926–2017), estnische Philologin und Schachspielerin
- Soja Wassilkowa (1926–2008), Schauspielerin
- Galina Wischnewskaja (1926–2012), Opernsängerin
- Anahit Zizikjan (1926–1999), armenische Violistin

#### 1927
- Pawel Charin (1927–2023), Kanute und Olympiasieger 1956
- Igor Dmitrijew (1927–2008), Film- und Theaterschauspieler
- Natalja Gorbunowa (1927–2000), Prähistorikerin
- Juri Grigorowitsch (1927–2025), Balletttänzer, Ballettmeister, Choreograf und Ballettlehrer
- Iwan Hecker (1927–1989), Plasmaphysiker
- Werner Jarowinsky (1927–1990), DDR-Politiker
- Wladimir Naumow (1927–2021), sowjetisch-russischer Filmregisseur und Drehbuchautor
- Nikolai Tatarinow (1927–2017), Pentathlet

#### 1928
- Michail Birman (1928–2009), Mathematiker und Hochschullehrer
- Tatjana Birschtein (1928–2022), Physikerin und Hochschullehrerin
- Witali Bujanowski (1928–1993), Hornist und Komponist
- Boris Chasanow (1928–2022), Autor
- Nikolai Dobronrawow (1928–2023), Dichter
- Leonid Fjodorow (1928–1993), Skispringer
- Wiktor Golant (1928–2008), Physiker und Hochschullehrer
- Alexander Gomelski (1928–2005), Basketballspieler und -trainer
- Juri Iwanow (1928–1994), Schriftsteller
- Anatoli Kolodkin (1928–2011), Jurist, Richter am Internationalen Seegerichtshof
- Igor Kon (1928–2011), Soziologe und Sexualwissenschaftler
- Margarita Maslennikowa (1928–2021), Skilangläuferin
- Tatjana Pilezkaja (* 1928), Schauspielerin

#### 1929
- Juri Arzutanow (1929–2019), Ingenieur, Pionier des Weltraumlifts
- Roland Dobruschin (1929–1995), Mathematiker
- Ljudmila Galanina (1929–2010), Prähistorikerin und Archäologin
- Leonid Glikman (1929–2000), Paläichthyologe
- Tatjana Jelisarenkowa (1929–2007), Linguistin und Indologin
- Lewan Kaljajew (1929–1984), Sprinter
- Nikolai Karlow (1929–2014), Physiker und Hochschullehrer
- Sofja Muratowa (1929–2006), Turnerin
- Ljubow Rebane (1929–1991), Physikerin und Hochschullehrerin
- Juri Reschetnjak (1929–2021), Mathematiker
- Klara Rumjanowa (1929–2004), Schauspielerin und Sängerin
- Michail Sofronow (* 1929), Sinologe, Sprachwissenschaftler und Professor
- Juli Woronzow (1929–2007), Diplomat

#### 1930
- Lasar Berman (1930–2005), Pianist
- Leonid Charitonow (1930–1987), Theater- und Filmschauspieler
- Gerassim Eliaschberg (1930–2021), theoretischer Physiker
- Wladimir Filow (1930–2006), Toxikologe und Bibliotheksdirektor
- Ilja Glasunow (1930–2017), Maler
- Wladimir Gribow (1930–1997), Physiker
- Alexander Kapljanski (1930–2022), Festkörperphysiker und Hochschullehrer
- Michail Koschljakow (1930–2021), Ozeanograph, Hochschullehrer, Professor sowie Vorsitzender des russischen Komitees des WOCE
- Oleg Kussakin (1930–2001), Hydrobiologe und Hochschullehrer
- Walentina Litujewa (1930–2008), Leichtathletin
- Inessa Lomakina (1930–2007), Journalistin und Schriftstellerin
- Jekaterina Mamlejewa (* 1930), Elektroingenieurin und Bergsteigerin
- Boris Parygin (1930–2012), Philosoph, Soziologe und Psychologe
- Andrei Petrow (1930–2006), Komponist
- Dmitri Rundquist (1930–2022), Geologe, Mineraloge und Hochschullehrer
- Wadim Sudakow (1930–2017), Wasserbauingenieur und Werkstoffwissenschaftler
- Juri Tjukalow (1930–2018), Ruderer und Olympiasieger (1952 und 1956)
- Pawel Wostrjakow (* 1930), Radrennfahrer

### 1931–1940

#### 1931
- Anatoli Bogdanow (1931–2001), Sportschütze und Olympiasieger 1952, 1956
- Rostislaw Boiko (1931–2002), Komponist
- Wladimir Borisowitsch Feiertag (1931–2024), Jazzautor und -veranstalter
- Irina Fjodorowa (1931–2010), Historikerin und Ethnographin
- Andrei Gontschar (1931–2012), Mathematiker
- Tatjana Greiwer (1931–2012), Metallurgin und Hochschullehrerin
- Georgi Gretschko (1931–2017), Kosmonaut
- Viktor Kortschnoi (1931–2016), Schweizer Schach-Großmeister russischer Herkunft
- Wera Kowalewskaja (* 1931), Prähistorikerin
- Wladimir Kusnezow (1931–1986), Speerwerfer
- Anatoli Lein (1931–2018), US-amerikanischer und sowjetischer Schachmeister
- Mark Lubotsky (1931–2021), Violinist
- German Okunew (1931–1973), Komponist, Pianist und Pädagoge
- Wiktor Schamburkin (1931–2018), Sportschütze und Olympiasieger 1960
- Wladimir Swiderski (1931–2013), Physiologe
- Galina Sybina (1931–2024), Leichtathletin
- Alexander Woronel (1931–2024), sowjetisch-israelischer Physiker, Hochschullehrer und Publizist
- Wladimir Zytowitsch (1931–2012), Komponist, Pianist, Musikwissenschaftler und Musikpädagoge

#### 1932
- Juri Aronowitsch (1932–2002), israelischer Dirigent
- Jewgeni Awrorin (1932–2018), Physiker und Hochschullehrer
- Juri Baldin (* 1932), sowjetisch-ukrainischer Bildhauer
- Lidija Dawydowa (1932–2011), Sopranistin und Kammersängerin
- Mark Ermler (1932–2002), Dirigent
- Wladimir Fedossejew (* 1932), Dirigent
- Nina Golubkowa (1932–2009), Lichenologin
- Ildar Ibragimow (* 1932), Mathematiker
- Tatjana Janowskaja (1932–2019), Geophysikerin und Hochschullehrerin
- Igor Kobsarew (1932–1991), theoretischer Teilchenphysiker
- Oleg Lupanow (1932–2006), Mathematiker, Kybernetiker und Hochschullehrer
- Leopold Mitrofanow (1932–1992), Schachkomponist
- Wjatscheslaw Ossiko (1932–2019), Festkörperphysiker
- Oleg Protopopow (1932–2023), Eiskunstläufer
- Gennadi Schatkow (1932–2009), Boxer
- Georgi Schtil (* 1932), Schauspieler
- Sergei Slonimski (1932–2020), Komponist, Pianist und Musikwissenschaftler
- Juri Stepanow (1932–1963), Leichtathlet
- Schanna Suchopolskaja (1932–2019), Schauspielerin und Synchronsprecherin
- Peter Wegner (1932–2017), amerikanischer Informatiker
- Juri Wolynzew (1932–1999), Film- und Theaterschauspieler

#### 1933
- Irina Belezkaja (* 1933), Chemikerin und Metallorganikerin
- Walentin Boreiko (1933–2012), Ruderer und Rudertrainer
- Wiktor Chawin (1933–2015), Mathematiker
- Tatjana Doronina (* 1933), Theater- und Filmschauspielerin und Theaterleiterin
- Georgi Georgijew (* 1933), Molekularbiologe
- Alexander Gorodnizki (* 1933), Dichter und Sänger
- Anatoli Lutikow (1933–1989), Schachspieler
- Rosetta Schilina (1933–2003), Mathematikerin und Informatikerin
- Weronika Spasskaja (1933–2011), Hispanistin und Übersetzerin
- Anatoli Stolbow (1933–1996), Theater- und Filmschauspieler
- Boris Strugazki (1933–2012), Astronom und Science-Fiction-Autor
- Wiktor Warschawski (1933–2005), Kybernetiker, Informatiker und Hochschullehrer
- Anatoli Werschik (1933–2024), Mathematiker

#### 1934
- Miron Amusja (1934–2021), Physiker
- Sinaida Doinikowa (1934–2011), Kugelstoßerin
- Ludwig Faddejew (1934–2017), Physiker und Mathematiker
- Sergei Fitialow (1934–2000), Mathematiker, Informatiker, Kybernetiker und Hochschullehrer
- Alissa Freindlich (* 1934), Schauspielerin und Sängerin
- Andrei Gagarin (1934–2011), Physiker
- Lidija Gall (1934–2023), Physikerin und Hochschullehrerin
- Oleg Golowanow (1934–2019), Ruderer, Olympiasieger und Rudertrainer
- Nina Grusinzewa (1934–2021), Kanutin und Olympiateilnehmerin
- Wadim Gurewitsch (1934–2021), Physiker und Hochschullehrer
- Anatoli Iwanow (1934–2012), Solo-Paukist, Komponist und Dirigent
- Oleg Kalugin (* 1934), politischer Aktivist und ehemaliger KGB-Generalmajor
- Nina Katerli (1934–2023), Menschenrechtsaktivistin
- Wladimir Lobaschow (1934–2011), Physiker
- Marina Salje (1934–2012), Geologin und Politikerin
- Tatjana Samoilowa (1934–2014), Schauspielerin
- Tatjana Slawina (* 1934), Architektin und Hochschullehrerin
- Nina Uralzewa (* 1934), Mathematikerin
- Dmitri Warschalowitsch (1934–2020), Astrophysiker und Hochschullehrer

#### 1935
- Rid Gratschow (1935–2004), Schriftsteller
- Sergei Jurski (1935–2019), Schauspieler, Drehbuchautor und Regisseur
- Anatolij Kondratenko (* 1935), Professor für Physik an der Universität von Charkiw
- Olga Larionowa (1935–2023), Schriftstellerin und Science-Fiction-Autorin der Sowjetunion
- Waleri Mironenko (1935–2000), Geologe und Hochschullehrer
- Nina Timofejewa (1935–2014), Balletttänzerin und Politikerin
- Irina Turowa (1935–2012), Leichtathletin

#### 1936
- Anatoli Albul (1936–2013), Ringer
- Jewgeni Alexandrow (* 1936), Physiker und Hochschullehrer
- Nikolai Dobrezow (1936–2020), Geologe und Hochschullehrer
- Irina Freidlin (1936–2024), Immunologin, Allergologin und Hochschullehrerin
- Juri Komissarow (1936–2016), Schauspieler
- German Lukjanow (1936–2019), Jazzmusiker
- Anatoli Michailow (1936–2022), Leichtathlet
- Anatoli Olisarenko (1936–1984), Radrennfahrer
- Eugenijus Petrovas (1936–2023), litauischer Politiker russischer Herkunft
- Irina Tigranova (1936–2011), russisch-armenische Musikwissenschaftlerin und Hochschullehrerin
- Ljudmila Werbizkaja (1936–2019), Linguistin, Russistin und Hochschullehrerin

#### 1937
- Andrei Bitow (1937–2018), Schriftsteller
- Olga Bondarewa (1937–1991), Mathematikerin und Hochschullehrerin
- Wladimir Buslajew (1937–2012), mathematischer Physiker
- Margarita Filanowitsch (* 1937), Architekturhistorikerin
- Dolores Hoffmann (* 1937), estnische Glasmalerin und Restauratorin
- Swetlana Karpinskaja (1937–2017), Theater- und Filmschauspielerin
- Anatoly Liberman (* 1937), russisch-US-amerikanischer Linguist und Mediävist
- Wladimir Masja (* 1937), Mathematiker
- Alexei Petrow (1937–2009), Radrennfahrer
- Wiktor Romanow (* 1937), Radrennfahrer
- Michail Samotin (* 1937), Kanute
- Walentina Schaprunowa (* 1937), Weitspringerin
- Juri Schmidt (1937–2013), Anwalt und Menschenrechtler
- Boris Spasski (1937–2025), russisch-französischer Schachspieler und der 10. Schachweltmeister
- Wiktorija Tokarewa (* 1937), Schriftstellerin und Drehbuchautorin
- Victor Zaslavsky (1937–2009), Soziologe

#### 1938
- Nina Andrejewa (1938–2020), Chemikerin, Hochschullehrerin und Politikerin
- Boris Arschakowitsch Arakelow (1938–2002), Schauspieler und Synchronsprecher
- Ārons Bogoļubovs (* 1938), Judoka
- Ljudmila Buldakowa (1938–2006), Volleyballspielerin
- Daniil Chomski (1938–2024), Physiker
- Alexei Efros (* 1938), russisch-US-amerikanischer theoretischer Festkörperphysiker
- Leo Feigin (* 1938), britischer Musikproduzent und Radiomoderator
- Alexei German (1938–2013), Filmregisseur und Drehbuchautor
- Gennadi Golstein (* 1938), Jazzmusiker, Komponist und Altsaxophonist
- Jelena Janowskaja (* 1938), Mathematikerin
- Witali Jefimow (* 1938), theoretischer Physiker
- Alexander Lasarew (1938–2011), Schauspieler
- Boris Melnikow (1938–2022), Fechter
- Andrei Mjagkow (1938–2021), Schauspieler
- Konstantin Nossow (1938–1984), Jazz-Trompeter, Flügelhorn-Spieler und Komponist des Modern Jazz
- Ilja Resnik (* 1938), Dichter
- Wiktor Schdanowitsch (* 1938), Fechter, dreifacher Olympiasieger 1960 und 1964
- Maxim Schostakowitsch (* 1938), Dirigent und Pianist
- Boris Selizki (* 1938), Gewichtheber und Olympiasieger 1968

#### 1939
- Alexander Andrejew (1939–2023), Physiker
- Tatjana Anodina (* 1939), Luftfahrtingenieurin
- Arkady Aronov (1939–1994), Physiker
- Wladimir Atlantow (* 1939), Opernsänger (Tenor)
- Eduard Bersudski (* 1939), Bildhauer
- Irina Bogatschowa (1939–2019), Opernsängerin
- Tamara Danilowa (* 1939), Diskuswerferin
- Nikolai Kisseljow (1939–2005), Nordischer Kombinierer
- Stanislaw Moskwin (* 1939), Radrennfahrer
- Jelena Obraszowa (1939–2015), Opernsängerin
- Elvīra Ozoliņa (* 1939), sowjetisch-lettische Leichtathletin
- Waleri Roschdestwenski (1939–2011), Kosmonaut
- Waleri Sablin (1939–1976), Korvettenkapitän und Meuterei-Führer auf der Storoschewoi
- Ljudmila Samotjossowa (* 1939), Sprinterin
- Alewtina Schastitko (* 1939), Speerwerferin
- Rimma Schpakowa (1939–2006), Soziologin
- Marina Skrschinskaja (* 1939), Althistorikerin
- Boris Tischtschenko (1939–2010), Komponist
- Jelena Tschaikowskaja (* 1939), Eiskunstlauftrainerin

#### 1940
- Arkadi Bartow (1940–2010), Schriftsteller
- Joseph Brodsky (1940–1996), russisch-US-amerikanischer Dichter und Literaturnobelpreisträger
- Irina Gubanowa (1940–2000), Schauspielerin und Synchronsprecherin
- Dmitri Kitajenko (* 1940), Dirigent
- Lew Lipatow (1940–2017), Physiker
- Natalja Makarowa (* 1940), Balletttänzerin
- Sewa Nowgorodzew (* 1940), Hörfunkmoderator und Musiker
- Leon Petrossjan (* 1940), Mathematiker
- Irina Schnittke (* 1940), Pianistin
- Juri Solowjow (1940–1977), Balletttänzer

### 1941–1950

#### 1941–1945
- Irina Asmus (1941–1986), Schauspielerin und Zirkusdarstellerin
- Anri Dschergenija (1941–2020), abchasischer Politiker
- Igor Feld (1941–2007), Stabhochspringer
- Tamara Moskwina (* 1941), Eiskunstläuferin
- Tatjana Lwowna Nikolskaja (* 1945), Literaturwissenschaftlerin
- Jelena Ossipowa (* 1945), Künstlerin, Kunstpädagogin und Aktivistin
- Igor Smirnow (* 1941), Literaturwissenschaftler und Slawist
- Ljudmila Saweljewa (* 1942), Schauspielerin
- Swetlana Loschtschinina (1944–1988), Schauspielerin
- Wiktor Suslin (* 1944), Ruderer
- Grigori Schislin (1945–2017), Violinist und Pädagoge
- Waleri Woikin (1945–2020), Kugelstoßer

#### 1946
- Margarita Albedil (* 1946), Ethnographin, Historikerin, Religionswissenschaftlerin und Indologin
- Andrei Balaschow (1946–2009), Segler
- Nikolai Dranitsyn (1946–2010), Komponist
- Jakow Eliaschberg (* 1946), Mathematiker
- Andrei Hoteev (1946–2021), Pianist in Deutschland
- Sergei Kerow (1946–2000), Mathematiker und Hochschullehrer
- Kyrill I. (* 1946), Patriarch von Moskau und der ganzen Rus seit 2009 und damit der Vorsteher der Russisch-Orthodoxen Kirche
- Sergei Leiferkus (* 1946), Opern- und Konzertsänger (Heldenbariton)
- Irena Szewińska, geb. Kirszenstein (1946–2018), polnische Leichtathletin und Olympiasiegerin
- Jewgeni Tilitschejew (1946–2021), Schauspieler und Operettensänger

#### 1947
- Juri Galperin (* 1947), Schriftsteller
- Michail Gantwarg (* 1947), Geiger, Dirigent und Musikpädagoge
- Wera Gawrilowa (* 1947), Hochspringerin
- Tatjana Goritschewa (* 1947), Philosophin
- Igor Iwanow (1947–2005), kanadischer Schachspieler russischer Herkunft
- Juri Matijassewitsch (* 1947), Mathematiker und Informatiker
- Marina Nejolowa (* 1947), Schauspielerin
- Gennadi Nessis (* 1947), Schachspieler und -trainer
- Boris Revut (* 1947), russisch-deutscher Naturwissenschaftler, Erfinder und Schriftsteller
- Tatjana Tschernigowskaja (* 1947), sowjetische bzw. russische Psycholinguistin und Hochschullehrerin

#### 1948
- Natalija Bogunowa (1948–2013), Theater- und Film-Schauspielerin
- Martina Haedrich (* 1948), deutsche Rechtswissenschaftlerin und Völkerrechtsexpertin
- Sergei Ignatjew (* 1948), Finanz- und Wirtschaftspolitiker
- Pawel Jegorow (1948–2017), Pianist, Musikpädagoge und Musikforscher
- El Kazovskij (1948–2008), ungarischer Maler und Avantgarde-Künstler
- Boris Pergamenschtschikow (1948–2004), Cellist
- Michail Peunow (* 1948), Bogenschütze
- Michail Ryklin (* 1948), Philosophie-Professor und Autor
- Jelena Schwarz (1948–2010), Lyrikerin, Essayistin und Übersetzerin
- Andrei Suraikin (1948–1996), Eiskunstläufer
- Oleg Wiro (* 1948), Mathematiker

#### 1949
- Michail Bojarski (* 1949), Schauspieler, Sänger und TV-Moderator
- Andrei Fursenko (* 1949), Politiker; Minister für Bildung und Wissenschaft von 2004 bis 2012
- Nikolai Iwanow (1949–2012), Ruderer und Olympiasieger im Vierer mit Steuermann
- Gennadi Korschikow (* 1949), Ruderer und Olympiasieger
- Natalja Kutschinskaja (* 1949), Turnerin und zweifache Olympiasiegerin
- Michail Nepomnjaschtschi (* 1949), Schachspieler
- Wiktor Perewalow (1949–2010), Schauspieler
- Alexander Rogoschkin (1949–2021), Filmregisseur und Drehbuchautor
- Boris Schtscherbakow (* 1949), Schauspieler
- Alexander Sokolow (* 1949), Politiker und Musikwissenschaftler
- Galina Stepanskaja (* 1949), Eisschnellläuferin und Olympiasiegerin 1976

#### 1950
- Wjatscheslaw Dawydow (* 1950), Maler in Deutschland
- Jelena Firsowa (* 1950), Komponistin
- Leonid Gosman (* 1950), Politiker
- Viatcheslav Kharlamov (* 1950), französisch-russischer Mathematiker
- Alexander Klepikow (1950–2021), Ruderer
- Galina Kreft (1950–2005), Kanutin und Olympiasiegerin 1976
- Wjatscheslaw Kulebjakin (* 1950), Hürdenläufer
- Wiktor Nowoschilow (1950–1991), Ringer; Weltmeister und Europameister 1974
- Juri Owtschinnikow (* 1950), Eiskunstläufer
- Konstantin Raikin (* 1950), Schauspieler
- Nikolai Schamalow (* 1950), Zahnarzt, Bankier
- Grigori Sokolow (* 1950), Pianist
- Wjatscheslaw Soloduchin (1950–1979), Eishockeyspieler
- Andrei Suslin (1950–2018), Mathematiker
- Wiktor Tscherkessow (1950–2022), Mitarbeiter des russischen Geheimdienstes
- Boris Tsirelson (1950–2020), russisch-israelischer Mathematiker
- Tatjana Worochobko (* 1950), Leichtathletin

### 1951–1960

#### 1951
- Alexander Below (1951–1978), Basketballspieler
- Jevgenij Iršai (* 1951), slowakischer Komponist und Pianist
- Wladimir Kischkun (* 1951), Leichtathlet
- Ilja Klebanow (* 1951), Politiker und Unternehmer
- Juri Kowaltschuk (* 1951), Physiker, Finanzgeschäftsmann und Milliardär
- Sergei Morosow (1951–2001), Radrennfahrer
- Jelena Okladnikowa (* 1951), Kunsthistorikerin, Archäologin und Hochschullehrerin
- Nikolai Patruschew (* 1951), Geheimdienstfunktionär
- Nikolai Poljakow (* 1951), Segelsportler
- Alexander Rosenbaum (* 1951), Liedermacher
- Arkadi Rotenberg (* 1951), Unternehmer
- Alexei Spiridonow (1951–1998), Leichtathlet
- Dmitri Stukalow (* 1951), Hürdenläufer
- Tatjana Tolstaja (* 1951), Schriftstellerin
- Alexei Utschitel (* 1951), Filmregisseur und Produzent

#### 1952
- Semjon Bytschkow (* 1952), US-amerikanischer Dirigent russischer Herkunft
- Leonid Chatschijan (1952–2005), Mathematiker
- Alexander Its (* 1952), Mathematiker
- Mihhail Lotman (* 1952), estnischer Literaturwissenschaftler, Semiotiker und Politiker
- Wladimir Putin (* 1952), Politiker, Präsident Russlands von 2000 bis 2008, sowie seit 2012
- Alexander Safronow (1952–1989), Eisschnellläufer
- Alexander Saizew (* 1952), Eiskunstläufer
- Wjatscheslaw Saizew (1952–2023), Volleyballspieler

#### 1953
- Igor Bobrin (* 1953), Eiskunstläufer
- Waleri Dolinin (1953–2021), Ruderer
- Boris Grebenschtschikow (* 1953), Poet und Musiker
- Sergei Iwanow (* 1953), Politiker, Verteidigungsminister Russlands von 2001 bis 2007
- Wera Komissowa (* 1953), Leichtathletin und Olympiasiegerin im 100-Meter-Hürdenlauf (1980)
- Olga Krause (* 1953), Liedermacherin und Schriftstellerin
- Nikolai Lewitschew (* 1953), Politiker
- Sergei Mironow (* 1953), Politiker
- Eugene S. Polzik (* 1953), sowjetisch-dänischer Physiker
- Michail Surabow (* 1953), Politiker und Diplomat
- Wladimir Tschurow (1953–2023), Politiker

#### 1954
- Alexander Aksinin (1954–2020), Leichtathlet und Olympiasieger (1980)
- Wiktor Bytschkow (* 1954), Schauspieler
- Valeriu Caceanov (* 1954), Zehnkämpfer
- Alexandre Egorov (* 1954), russisch-schweizerischer Maler, Grafiker und Haiku-Dichter
- Wjatscheslaw Fursow (* 1954), Geher
- Dmitri Grigorjew (* 1954), Mathematiker
- Irina Levitina (* 1954), US-amerikanische Schach- und Bridgespielerin russischer Herkunft
- Sergei Naryschkin (* 1954), Ökonom und Politiker
- Wladimir Ossokin (* 1954), Radrennfahrer
- Jelena Perechwalskaja (* 1954), Soziolinguistin und Hochschullehrerin

#### 1955
- Andrei Alexejew (* 1955), Prähistoriker und Hochschullehrer
- Alexander Drus (* 1955), TV-Persönlichkeit; erster Magister der russischen Fernsehshow Was? Wo? Wann?
- Alexander Etkind (* 1955), Psychologe und Kulturwissenschaftler
- Alexander Feklistow (* 1955), Schauspieler
- Aljaksandr Hryhorjeu (* 1955), Hochspringer
- Irina Jurewitsch (* 1955), Schauspielerin
- Anna Kondraschina (* 1955), Ruderin
- Evgenij Kozlov (* 1955), Maler
- Alexander Radwilowitsch (* 1955), Komponist und Pianist
- Iwan Soltanowski (* 1955), Diplomat

#### 1956
- Dmitri Dmitrijew (* 1956), Langstreckenläufer
- Irina Fetissowa (* 1956), Schwimmerin und Ruderin
- Wiktorija Iwlewa (* 1956), Fotografin, Journalistin und Aktivistin
- Alexander Kotschijew (* 1956), Schachspieler
- Andrei Krylow (* 1956), Schwimmer und Olympiasieger 1980
- Sergei Rybakow (1956–2023), russischer Handballspieler und -trainer
- Oleg Sokolow (* 1956), Historiker
- Alexander Volberg (* 1956), russisch-US-amerikanischer Mathematiker

#### 1957
- Oleg Anissimow (* 1957), Klimatologe
- Michail Bezrodnyj (1957–2023), Literaturwissenschaftler und Literat
- Andrei Boreiko (* 1957), Dirigent
- Wiktor Diduk (* 1957), Ruderer
- Jelena Tschischowa (* 1957), Schriftstellerin
- Alexander Ditjatin (* 1957), Kunstturner und Olympiasieger 1980
- Elena Donaldson-Akhmilovskaya (1957–2012), sowjetische und US-amerikanische Schachspielerin
- Nikolai Drosdezki (1957–1995), Eishockeyspieler
- Alexei Junejew (* 1957), Schachspieler und -trainer
- Andrei Kossinski (* 1957), Komponist und Sänger
- Leonid Reiman (* 1957), Politiker
- Jefim Reswan (* 1957), Arabist und Islamwissenschaftler
- Boris Rotenberg (* 1957), russisch-finnischer Oligarch
- Alexander Schelesnjakow (* 1957), Schriftsteller, Journalist, Raketen- und Raumfahrttechniker
- Andrei Smirnow (1957–2019), Schwimmer

#### 1958
- Andrej Barov (* 1958), deutscher Fotokünstler
- Dmitri Botschkarjow (* 1958), Eisschnellläufer
- Oxana Dmitrijewa (* 1958), Ökonomin, Politikerin und Hochschullehrerin
- Sergey Fomin (* 1958), russisch-US-amerikanischer Mathematiker
- Waleri Kleschnjow (* 1958), Ruderer
- Leonid Kolotilo (* 1958), sowjetisch-russischer Geograph und Historiker
- Sergei Krikaljow (* 1958), Kosmonaut
- Pawlo Makow (* 1958), ukrainischer Künstler
- Arkadi Marasch (* 1958), Violinist
- Andrei Nekrassow (* 1958), Drehbuchautor und Filmregisseur
- Alexander Newsorow (* 1958), Journalist, Reporter, Moderator, Publizist und Abgeordneter der Staatsduma
- Nikolai Reschetichin (* 1958), Mathematiker
- Marija Semjonowa (* 1958), Schriftstellerin und Übersetzerin
- Irina Worobjowa (1958–2022), Eiskunstläuferin
- Alex Yermolinsky (* 1958), US-amerikanischer Schachgroßmeister
- Arkadi Zenzipér (* 1958), Pianist, Klavierprofessor und Musikorganisator

#### 1959
- Dmitry Barash (* 1959), US-amerikanischer Schachspieler
- Fatima Jelojewa (* 1959), Neogräzistin und Hochschullehrerin
- Leonid Judassin (* 1959), israelischer Schachmeister russischer Herkunft
- Oleg Jurjew (1959–2018), russischer und deutscher Lyriker, Romancier, Dramatiker, Essayist und Übersetzer
- Alexei Kassatonow (* 1959), Eishockeyspieler
- Yakov Kreizberg (1959–2011), US-amerikanischer Dirigent russischer Herkunft
- Nadeschda Ljubimowa (* 1959), Ruderin
- Oleg Wassiljew (* 1959), Eiskunstläufer (Paarlauf) und Olympiasieger

#### 1960
- Swetlana Adaksina (* 1960), Mittelalterhistorikerin und Archäologin
- Irina Flige (* 1960), Menschenrechtsaktivistin
- Kirill Iwanow (* 1960), Sportschütze
- Sergei Iwanow (* 1960), Festkörperphysiker und Hochschullehrer
- Wjatscheslaw Jakowlew (* 1960), Boxer
- Alexander Krasnow (* 1960), Radrennfahrer
- Wladimir Matuchin (* 1960), Schauspieler, Schauspiellehrer, Theaterpädagoge und Regisseur
- Misha Quint (* 1960), Cellist
- Gal Rasché (* 1960), russisch-österreichische Dirigentin, Pianistin und Hochschulprofessorin
- Wladimir Salnikow (* 1960), Schwimmer
- Igor Setschin (* 1960), Politiker und Manager
- Sergei Smirnow (1960–2003), Kugelstoßer
- Wladimir Wolkow (* 1960), Jazzmusiker

### 1961–1970

#### 1961
- Ilona Bronewizkaja (* 1961), Schauspielerin, Sängerin und Moderatorin
- Weniamin But (* 1961), Ruderer und Ruderfunktionär des russischen Ruderverbandes
- Igor Butman (* 1961), Jazz-Saxophonist, Bigband-Leader und Komponist
- Georgi Gurjanow (1961–2013), Sänger und Künstler
- Andrei Illarionow (* 1961), Ökonom
- Sergei Iwanow (* 1961), Schachgroßmeister
- Marusja Klimowa (* 1961), Schriftstellerin und Übersetzerin
- Victor Kossakovsky (* 1961), Dokumentarfilmer
- Jekatherina Lebedewa (* 1961), deutsche Sprach- und Übersetzungswissenschaftlerin
- Michail Manewitsch (1961–1997), Politiker und Ökonom
- Iwan Mischtschenko (* 1961), Radrennfahrer
- Alexander Oreschkin (* 1961), Dartspieler
- Jewgeni Prigoschin (1961–2023), russischer Oligarch und Söldnerführer
- Marina Serkowa (* 1961), Hochspringerin
- Juri Sokolow (1961–1990), Judoka

#### 1962
- Waleri Broschin (1962–2009), Fußballspieler und -trainer
- Sergei Dowgaljuk (* 1962), Hornist
- Nikolai Fomenko (* 1962), Unternehmer, Schauspieler, Musiker und Autorennfahrer
- Jewgeni Jelin (* 1962), Politiker
- Oleg Makarow (* 1962), Eiskunstläufer
- Alexei Miller (* 1962), Unternehmer, Vorstandsvorsitzender von Gazprom
- Jekaterina Muraschowa (* 1962), Schriftstellerin und Familienpsychologin
- Alexander Puliaev (* 1962), Pianist
- Dmitri Sidorow (1962–2016), Dokumentarfilmer und Hochschullehrer
- Tatjana Rubzowa (* 1962), Schachspielerin
- Andrei Ryabov (* 1962), Jazzmusiker
- Sergei Tchoban (* 1962), deutscher Architekt russischer Abstammung
- Alexei Tschistjakow (1962–2012), Maler und Künstler des Abstrakten Expressionismus
- Andrei Wassiljew (* 1962), Ruderer
- Dmitri Wassiljew (* 1962), Biathlet
- Sergei Wicharew (1962–2017), Balletttänzer und Choreograf
- Wiktor Zoi (1962–1990), Rockmusiker und Schauspieler

#### 1963
- Olga Borodina (* 1963), Opernsängerin
- Jewgeni Fjodorow (* 1963), Politiker
- Juri Golowschtschikow (* 1963), Skispringer
- Juri Kasparjan (* 1963), Gitarrist
- Michail Krawez (* 1963), Eishockeyspieler und -trainer
- Michail Krotow (* 1963), Jurist und Staatsmann
- Andrei Lankow (* 1963), Orientalist
- Viktor Naimark (* 1963), deutscher Maler, Bildhauer und Architekt
- Nik Perumow (* 1963), Fantasy- und Science-Fiction-Autor
- Larissa Selesnjowa (* 1963), Eiskunstläuferin
- Gennadi Timofejew (* 1963), Fußballspieler
- Jelena Walowa (* 1963), Eiskunstläuferin im Paarlauf und Olympiasiegerin

#### 1964
- Swetlana Agapitowa (* 1964), Journalistin, Menschenrechtsaktivistin und Hochschullehrerin
- Julija Bogdanowa (* 1964), Schwimmerin
- Sergei Dmitrijew (1964–2022), Fußballspieler und -trainer
- Alexei Gussarow (* 1964), Eishockeyspieler
- Viktor Mechtcherine (* 1964), russisch-deutscher Bauingenieur und Hochschullehrer
- Sergei Puschkow (* 1964), Eishockeyspieler und -trainer
- Daniel Sarezki (* 1964), Organist und Hochschullehrer
- Sergei Schendelew (* 1964), Eishockeyspieler und -trainer
- Jewgeni Sidichin (* 1964), Schauspieler und Fernsehmoderator
- André Thess (* 1964), deutscher Maschinenbauingenieur
- Swetlana Warganowa (* 1964), Schwimmerin

#### 1965
- Konstantin Bronsit (* 1965), Animator und Filmregisseur
- Nina Gawriljuk (* 1965), Skilangläuferin
- Wladimir Jepischin (* 1965), Schachspieler
- Juri Khanon (* 1965), Schriftsteller, Komponist und Preisträger des Felix für die beste Filmmusik (1988)
- Dmitri Medwedew (* 1965), Politiker, von 2008 bis 2012 Präsident und seit 2012 Ministerpräsident Russlands
- Swetlana Medwedewa (* 1965), Frau von Dmitri Medwedew
- Igor Ponomarjow (1965–2006), Diplomat

#### 1966
- Andrei Abduwalijew (* 1966), usbekischer Hammerwerfer; Olympiasieger 1992
- Jelena Betschke (* 1966), Eiskunstläuferin
- Igor Bubentschikow (* 1966), Schauspieler
- Oleg Butman (* 1966), Jazz-Schlagzeuger
- Alexander Chalifman (* 1966), Schachspieler und Schachgroßmeister
- Jekaterina Golubewa (1966–2011), russische und französische Schauspielerin
- Jekaterina Oertel (* 1966), Maskenbildnerin und Filmregisseurin
- Grigori Perelman (* 1966), Mathematiker
- Jelena Petrowa (* 1966), Judoka
- Leonid Roschezkin (* 1966), Unternehmer, Jurist und Finanzier
- Jewgeni Sinitschew (1966–2021), Geheimdienstmitarbeiter und ab 2016 Gouverneur der Oblast Kaliningrad
- Jewgeni Soloschenkin (* 1966), Schachspieler
- Igor Trandenkow (* 1966), Stabhochspringer
- Misha Tsiganov (* 1966), Jazzmusiker
- Vladimir Vertlib (* 1966), österreichischer Schriftsteller russisch-jüdischer Herkunft

#### 1967
- Nischan Daimer (* 1967), deutscher Geher
- Wladimir Frolow (1967–2022), Generalmajor
- Dmitri Nagijew (* 1967), Schauspieler, Musiker, Showman sowie Fernseh- und Radiomoderator
- Juri Nesterow (* 1967), Handballspieler
- Boris Rapoport (* 1967), Beamter

#### 1968
- Juri Gilbo (* 1968), russischer Bratschist und Dirigent
- Irina Kazakova (* 1968), französische Marathonläuferin russischer Herkunft
- Alexander Konowalow (* 1968), Politiker
- Maxim Korostyschewski (* 1968), Filmregisseur und -produzent
- Jura Margulis (* 1968), Pianist und Musikpädagoge
- Alexander Mostowoi (* 1968), Fußballspieler
- Philipp Nikandrov (* 1968), Architekt
- Denis Petrow (* 1968), Eiskunstläufer
- Alexei Ratmansky (* 1968), Tänzer und Choreograph
- Maxim Sokolow (* 1968), Politiker
- Swetlana Surganowa (* 1968), Komponistin und Schriftstellerin
- Tatjana Ter-Mesrobjan (* 1968), Weitspringerin
- Boris Yoffe (* 1968), israelischer Komponist
- Dmitri Zwetkow (* 1968), Eishockeyspieler

#### 1969
- Mariella Ahrens, seit 2006 Mariella Gräfin von Faber-Castell (* 1969), deutsche Schauspielerin
- Tatjana Bulanowa (* 1969), Pop-Sängerin
- Vjačeslavs Fanduls (* 1969), lettischer Eishockeyspieler
- Julia Loktev (* 1969), US-amerikanische Filmregisseurin und Videokünstlerin
- Wadim Naumow (1969–2025), Eiskunstläufer
- Oleg Salenko (* 1969), Fußballspieler
- Jelena Schuschunowa (1969–2018), Kunstturnerin und zweifache Olympiasiegerin
- Ivan Shvedoff (* 1969), russisch-deutscher Schauspieler

#### 1970
- Gleb Filschtinski (* 1970), Lichtdesigner
- Marina Jelzowa (* 1970), Eiskunstläuferin
- Stanislaw Smirnow (* 1970), Mathematiker
- Nikolai Starikow (* 1970), Schriftsteller, Publizist und politischer Aktivist
- Marija Tichwinskaja (* 1970), Snowboarderin

### 1971–1980

#### 1971
- Wladislaw Galkin (1971–2010), Schauspieler
- Wassili Karassjow (* 1971), Basketballspieler und -trainer
- Dmitri Neljubin (1971–2005), Radsportler
- Michail Saizew (* 1971), Schachspieler
- Peter Tchernyshev (* 1971), Eiskunstläufer

#### 1972
- Alexander Baumgärtel (* 1972), deutscher Eisschnellläufer
- Aljoscha Blau (* 1972), deutsch-russischer Künstler und Bilderbuchillustrator
- Konstantin Chabenski (* 1972), Schauspieler
- Ruslan Khain (1972–2022), Jazzmusiker
- Anna Kozlova (* 1972), russisch-US-amerikanische Synchronschwimmerin
- Alexei Kulashko (* 1972), neuseeländischer Schachspieler
- Dmitri Lepikow (* 1972), Schwimmer
- Jewgenija Schischkowa (1972–2025), Eiskunstläuferin
- Gary Shteyngart (* 1972), US-amerikanischer Kulturjournalist und Schriftsteller russischer Herkunft
- Maxim Sokolow (* 1972), Eishockeytorwart
- Dmitri Torgowanow (* 1972), Handballspieler
- Arcadi Volodos (* 1972), Pianist
- Wladimir Wolodenkow (* 1972), Ruderer und Bronzemedaillengewinner der Olympischen Sommerspiele 1996

#### 1973
- Oleg Dmitrijew (* 1973), Fußballspieler
- Aleksey Igudesman (* 1973), russisch-deutscher Geiger, Komponist, Dirigent und Schauspieler
- Sergei Schnurow (* 1973), Rockmusiker, Filmmusikkomponist und Schauspieler
- Wladimir Tichonow (* 1973), koreanischer Journalist und Historiker russischer Herkunft
- Wladimir Trojanowski (* 1973), Pokerspieler
- Dina Ugorskaja (1973–2019), russischstämmige deutsche Pianistin
- Alexei Urmanow (* 1973), Eiskunstläufer; Olympiasieger von 1994
- Nikolai Walujew (* 1973), Profiboxer und ehemaliger Weltmeister der WBA im Schwergewicht
- Mikhail Zaritski (* 1973), luxemburgischer Fußballspieler

#### 1974
- Joe Deninzon (* 1974), US-amerikanischer Jazzgeiger, Bandleader und Komponist
- Sergei Jekimow (* 1974), Komponist
- Jewgenija Malinnikowa (* 1974), Mathematikerin
- Olga Markowa (* 1974), Eiskunstläuferin
- Witali Milonow (* 1974), Politiker
- Waleri Popow (* 1974), Schachspieler und -trainer
- Xenija Rappoport (* 1974), Schauspielerin
- Konstantin Sakajew (* 1974), Schachmeister
- Oleg Snetkov (* 1974), deutscher Dirigent russischer Herkunft
- Joulia Strauss (* 1974), Bildhauerin, Medien- und Performancekünstlerin
- Maxim Suschinski (* 1974), Eishockeyspieler

#### 1975
- Alexei A. Efros (* 1975), amerikanischer Informatiker und Professor
- Tatiana Grigorieva (* 1975), australische Stabhochspringerin und Olympiazweite russischer Herkunft
- Alexei Jegorow (1975–2002), Eishockeyspieler
- Oxana Kasakowa (* 1975), Eiskunstläuferin
- Lenn Kudrjawizki (* 1975), deutscher Schauspieler
- Viktoria Lakissova (* 1975), Pianistin in Deutschland
- Ilya Lushtak (* 1975), in den Vereinigten Staaten lebender Jazzmusiker
- Olga Matwejewa (* 1975), spanische Beachvolleyballspielerin russischer Herkunft
- Anastasia Michaeli (* 1975), israelische Politikerin
- Ekaterina Panikanova (* 1975), Künstlerin
- Wladislaw Radimow (* 1975), Fußballnationalspieler
- Konstantin Tschaikin (* 1975), Uhrmacher
- Andrei Turtschak (* 1975), Politiker

#### 1976
- Dmitry Baevsky (* 1976), Jazz-Saxophonist
- Alexej Barchevitch (* 1976), Violinist und Konzertmeister
- Alexei German (* 1976), Filmregisseur und Drehbuchautor
- Walentina Jakschina (* 1976), Eisschnellläuferin
- Wassili Jemelin (* 1976), Schachspieler
- Wjatscheslaw Kunajew (* 1976), Biathlet
- Andrejs Mamikins (* 1976), lettischer Journalist und Politiker
- Jana Nekrassowa (* 1976), Curlerin
- Wassili Petrenko (* 1976), Dirigent
- Dmitri Sennikow (* 1976), Fußballnationalspieler
- Anton Sicharulidse (* 1976), Eiskunstläufer
- Marija Strelenko (1976–2011), Biathletin
- Pjotr Swidler (* 1976), Schachspieler und Schachgroßmeister
- Diana Wischnjowa (* 1976), Balletttänzerin

#### 1977
- Dmitri Borodin (* 1977), Fußballtorwart
- Boris Netsvetaev (* 1977), Jazzmusiker
- Dmitri Patruschew (* 1977), Bankmanager und Ökonom
- Marija Petrowa (* 1977), Eiskunstläuferin
- Nadeschda Radowitskaja (* 1977), Freestyle-Skierin
- Sergei Rosin (* 1977), Eishockeyspieler
- Andrei Semjonow (* 1977), Sprinter
- Alexei Volodin (* 1977), Pianist

#### 1978
- Valentina Ciurina (* 1978), moldawische Biathletin
- Alexei Djatschenko (* 1978), Fechter
- Jewgenija Issakowa (* 1978), Leichtathletin
- Dmitri Kirillow (* 1978), Boxer im Superfliegengewicht
- Marina Kislowa (* 1978), Leichtathletin
- Sergei Kornilow (* 1978), Eisschnellläufer
- Jewgenija Olschewskaja (* 1978), Wasserspringerin
- Nikolai Rybakow (* 1978), Politiker und Umweltaktivist
- Dmitri Schepel (* 1978), Eisschnellläufer
- Iwan Urgant (* 1978), Fernsehmoderator, Schauspieler und Musiker
- Tatiana Zaitseva (* 1978), Fußballspielerin

#### 1979
- Anton Galkin (* 1979), Leichtathlet
- Wjatscheslaw Malafejew (* 1979), Fußballtorwart
- Jelena Netschajewa (* 1979), Fechterin
- Swetlana Pospelowa (* 1979), Leichtathletin
- Natalja Russakowa (* 1979), Sprinterin
- Anastassija Schwedawa (* 1979), belarussische Leichtathletin russischer Herkunft
- Alexei Sokolow (* 1979), Marathonläufer
- Dmitri Tschelkak (* 1979), Mathematiker
- Artjom Tschirkow (* 1979), Kontrabassist

#### 1980
- Mihail Gribușencov (* 1980), russischstämmiger moldawischer Biathlet
- Alexei Jagudin (* 1980), Eiskunstläufer, Olympiasieger und vierfacher Weltmeister
- Andrei Kapralow (* 1980), Schwimmer
- Jelena Karpowa (* 1980), Basketballspielerin
- Wladimir Karpez (* 1980), Radrennfahrer und Teilnehmer der Tour de France 2004 und 2005
- Sergei Klimow (* 1980), Radrennfahrer
- Margarita Levieva (* 1980), US-amerikanische Kunstturnerin und Schauspielerin
- Maimuna (* 1980), belarussische Violinistin russischer Herkunft
- Olga Peretyatko (* 1980), Sängerin
- Stas Pjecha (* 1980), Pop-Sänger, Musiker und Dichter
- Olga Sabelinskaja (* 1980), Radrennfahrerin
- Alexei Sewerinow (* 1980), Squashspieler
- Jewgeni Sudbin (* 1980), Pianist
- Igor Syssojew (1980–2024), Profi-Triathlet

### 1981–1990

#### 1981
- Natalja Antjuch (* 1981), Leichtathletin
- Andrei Arschawin (* 1981), Fußballspieler
- Lidia Baich (* 1981), österreichische Geigerin
- Anatoli Bogdanow (* 1981), russisch-kasachischer Fußballspieler
- Olga Dmitrijewa (* 1981), Triathletin
- Ilja Dokschin (* 1981), Eishockeyspieler
- Lena Gorelik (* 1981), deutsche Journalistin und Schriftstellerin
- Andrei Iwanow (* 1981), Eishockeyspieler
- Michail Jelgin (* 1981), Tennisspieler
- Michael Joukov (* 1981), deutscher Wirtschaftswissenschaftler und Politiker
- Kat Kaufmann (* 1981), deutsch-russische Schriftstellerin und Komponistin
- Julija Kondakowa (* 1981), Hürdenläuferin
- Stanislaw Kotschanowski (* 1981), Dirigent und Organist
- Evgeni Kozhevnikov (* 1981), israelischer Eishockeyspieler
- Michail Kozhevnikov (* 1981), israelischer Eishockeyspieler
- Polina Leschenko (* 1981), russisch-israelische Pianistin
- Peter Ovtcharov (* 1981), Pianist
- Kirill Safronow (* 1981), Eishockeyspieler
- Xenija Sobtschak (* 1981), Fernsehmoderatorin

#### 1982
- Jekaterina Abramowa (* 1982), Eisschnellläuferin
- Polina Anikeeva (* 1982), russisch-amerikanische Materialwissenschaftlerin und Professorin
- Jelena Bogomasowa (* 1982), Schwimmerin
- Victoria Chalaya (* 1982), US-amerikanisch-russische Schauspielerin und ein Model
- Marina Goschkijewa (* 1982), Pianistin
- Ilja Gringolz (* 1982), Violinist und Lehrer
- Lidia Kalendareva (* 1982), russisch-deutsche Film- und Ballettkomponistin, Konzertpianistin und Kulturmanagerin
- Maxim Kedrin (* 1982), Skirennläufer
- Jekaterina Marennikowa (* 1982), Handballspielerin und -trainerin
- Alexander Markunzow (* 1982), Eiskunstläufer
- Jelena Perepelkina (* 1982), Ringerin
- Wital Perzau (* 1982), belarussischer Biathlet
- Kirill Schamalow (* 1982), Geschäftsmann
- Sergei Slawnow (* 1982), Eiskunstläufer
- Kirill Troussov (* 1982), Geiger und Violinpädagoge
- Wiktorija Woltschkowa (* 1982), Eiskunstläuferin
- Alexei Zouev (* 1982), Pianist

#### 1983
- Konstantin Bogdanowski (* 1983), Eishockeyspieler
- Roman Fetissow (* 1983), Squashspieler
- Nikita Jeskow (* 1983), Bahn- und Straßenradrennfahrer
- Marina Kim (* 1983), Fernsehmoderatorin und Schauspielerin
- Sergei Malow (* 1983), Violinist und Bratschist
- Denis Matwejew (* 1983), Kosmonaut
- Konstantin Menschow (* 1983), Eiskunstläufer
- Darja Moros (* 1983), Schauspielerin
- Julija Nowikowa (* 1983), Koloratursopranistin
- Alina Pogostkina (* 1983), deutsche Geigerin
- Alexandra Schirjajewa (* 1983), Beachvolleyballspielerin
- Lola Woronina (* 1983), Politikerin
- Zara (* 1983), Popsängerin und Schauspielerin

#### 1984
- Daniel Austrich (* 1984), Geiger
- Natalia Belitski (* 1984), deutsche Schauspielerin
- Anna Bogdanowa (* 1984), Siebenkämpferin
- Svetlana Bolshakova (* 1984), belgische Dreispringerin russischer Herkunft
- Igor Denissow (* 1984), Fußballspieler
- Pawel Durow (* 1984), Unternehmer, Gründer von vk.com
- Kirill Lewnikow (* 1984), Fußballschiedsrichter
- Pjotr Pawlenski (* 1984), Konzeptkünstler und politischer Aktivist
- Denis Sacharow (* 1984), Handballspieler
- Ilja Smorguner (* 1984), deutscher Karateka
- Irina Terentjeva (* 1984), litauische Skilangläuferin

#### 1985
- Jewgeni Alexejew (* 1985), Schachspieler
- Jelisaweta Bojarskaja (* 1985), Theater- und Kinoschauspielerin
- Salvador Hidalgo Oliva (* 1985), deutsch-kubanischer Volleyballspieler
- Michail Ignatjew (* 1985), Radrennfahrer
- Jekaterina Jurlowa-Percht (* 1985), Biathletin
- Alexandra Kirjaschowa (* 1985), Stabhochspringerin
- Miroslaw Kultyschew (* 1985), Pianist
- Olga Kuschela (* 1985), Synchronschwimmerin und Olympiasiegerin 2008
- Swetlana Kusnezowa (* 1985), Tennisspielerin, Gewinnerin der US Open 2004 und der French Open 2009
- Anton Malyschew (* 1985), Eishockeyspieler
- Marija Muchortowa (* 1985), Eiskunstläuferin
- Oxxxymiron (* 1985), russischer Rapper
- Katharina Rivilis (* 1985), deutsche Theater-, Filmschauspielerin und Filmregisseurin
- Palina Rojinski (* 1985), deutsche Moderatorin russischer Herkunft
- Natalya Rudakova (* 1985), Schauspielerin und Model
- Wladimir Schkljarow (1985–2024), Balletttänzer
- Michail Schukow (* 1985), Eishockeyspieler
- Nadseja Skardsina (* 1985), belarussische Biathletin
- Serafim Smigelskiy (* 1985), russisch-amerikanischer Cellist
- Nikolai Trussow (* 1985), Bahn- und Straßenradrennfahrer
- Konstantin Wolkow (* 1985), Eishockeyspieler
- Marija Worontsowa (* 1985), pädiatrische Endokrinologin
- Ilja Zaragatski (* 1985), deutscher Schachgroßmeister russischer Herkunft
- Jurijs Žigajevs (* 1985), lettischer Fußballspieler

#### 1986
- Andrei Baranow (* 1986), Geiger und Konzertmeister
- Wadim Bogdanow (* 1986), Handballtorwart
- Ilona Chevakova (* 1986), finnisch-russische Schauspielerin und Synchronsprecherin
- Olga Esina (* 1986), Balletttänzerin
- Irina Gordejewa (* 1986), Hochspringerin
- Mike Gorodinsky (* 1986), US-amerikanischer Pokerspieler
- Jekaterina Kostezkaja (* 1986), Mittelstreckenläuferin
- Alexander Lubjanzew (* 1986), Pianist
- Polina Michailowa (* 1986), Tischtennisspielerin
- Igor Misko (1986–2010), Eishockeyspieler
- Timofej Mosgow (* 1986), Basketballspieler
- Anna Nasarowa (* 1986), Weitspringerin
- Iwan Nedelko (* 1986), Tennisspieler
- Anton Ponkraschow (* 1986), Basketballspieler
- Marija Prokopjewa (* 1986), Beachvolleyballspielerin
- Boris Rotenberg (* 1986), finnisch-russischer Fußballspieler
- Igor Teplyi (* 1986), dänischer Schachspieler russischer Herkunft
- Jekaterina Wassiljewa (* 1986), Eiskunstläuferin

#### 1987
- Oxana Akinschina (* 1987), Schauspielerin
- Yana Alekseevna (* 1987), ukrainische und aserbaidschanische Boxerin
- Denis Alexejew (* 1987), Leichtathlet
- Jekaterina Djatschenko (* 1987), Säbelfechterin und Olympiasiegerin
- Maya Fadeeva (* 1987), Sängerin
- Grigori Falko (* 1987), Schwimmer
- Agnija Galdanowa (* 1987), Filmregisseurin
- Wladimir Garin (1987–2003), Schauspieler
- Andrei Gawrilow (* 1987), Eishockeytorwart
- Margarita Gritskova (* 1987), Opern- und Liedsängerin
- Nikita Khartchenkov (* 1987), deutscher Basketballspieler
- Wlada Kolosowa (* 1987), deutschsprachige Schriftstellerin und Journalistin russischer Herkunft
- Alina Kudrjaschewa (* 1987), Dichterin
- Sergei Kusmin (* 1987), Boxer
- Alexander Pyschkin (* 1987), Handballspieler
- Iwan Rowny (* 1987), Radrennfahrer
- Natalja Schljachtenko (* 1987), Triathletin
- Grigory Shklyar (* 1987), Regisseur und Videokünstler
- Sofya Skya (* 1987), Ballerina, Schauspielerin und Regisseurin
- Zhenya Strigalev (* 1987), Jazzmusiker
- Lana Vlady (* 1987), russisch-italienische Schauspielerin und Regisseurin
- Nikita Witjugow (* 1987), Schachgroßmeister

#### 1988
- Ljukman Adams (* 1988), Dreispringer
- Paulina Andrejewa (* 1988), Schauspielerin
- Arkimedes Arguelyes (* 1988), Straßenradrennfahrer
- Markus Dupree (* 1988), Pornodarsteller
- Denis Ignatov (* 1988), deutsch-russischer Fotograf und Regisseur
- Jewgeni Kabajew (* 1988), Fußballspieler
- Leonid Krasnow (* 1988), Bahn- und Straßenradrennfahrer
- Igor Kurganow (* 1988), Pokerspieler
- Marija Orlowa (* 1988), Skeletonsportlerin
- Alexandra Rojkov (* 1988), deutsche Journalistin
- Waleri Rudnew (* 1988), Tennisspieler
- Michail Schubin (* 1988), Profi-Triathlet
- Walerija Schkirando (* 1988), Schauspielerin
- Alexandre Sidorenko (* 1988), französischer Tennisspieler
- Sergei Tarassow (* 1988), Snowboarder
- Juri Trambowezki (* 1987), Sprinter
- Wiktor Wassin (* 1988), Fußballspieler

#### 1989
- Natalja Bojewa (* 1989), Mezzosopranistin
- Carolina Dementiev (* 1989), Triathletin
- Alexander Enbert (* 1989), Eiskunstläufer
- Sergei Fessikow (* 1989), Schwimmer
- Katarina Gerboldt (* 1989), Eiskunstläuferin
- Alexei Grigorjew (* 1989), Pianist
- Nadeschda Grischajewa (* 1989), Basketballspielerin
- Andrij Jarmolenko (* 1989), ukrainischer Fußballspieler
- Michail Koslowski (* 1989), Automobilrennfahrer
- Alex Lenderman (* 1989), US-amerikanischer Schachmeister russischer Herkunft
- Tatyana McFadden (* 1989), US-amerikanische Rollstuhlsportlerin russischer Herkunft
- Valeri Minkenen (* 1989), finnischer Fußballspieler
- Anna Polina (* 1989), Pornodarstellerin und Model
- Maxim Rodshtein (* 1989), israelischer Schachspieler
- Maryja Schkanawa (* 1989), belarussische Skirennläuferin
- Grigori Schkarupa (* 1989), Opernsänger
- Natalia Sinelnikova (* 1989), Filmregisseurin
- Kirill Sokolow (* 1989), Filmregisseur und Drehbuchautor
- Alexandra Strunin (* 1989), polnische Sängerin russischer Herkunft
- Evgeny Sviridov (* 1989), Violinist
- Anna Wosakowa (* 1989), Beachvolleyballspielerin
- Anton Yelchin (1989–2016), US-amerikanischer Filmschauspieler russisch-jüdischer Herkunft

#### 1990
- Maxim Dadaschew (1990–2019), Profiboxer
- Danyyil Dvirnyy (* 1990), italienischer Schachspieler
- Tatiana Feldman (* 1990), deutsche Schauspielerin
- Fjodor Klimow (* 1990), Eiskunstläufer
- Marija Komissarowa (* 1990), Skicrosserin
- Aljona Leonowa (* 1990), Eiskunstläuferin
- Ksenia Polikarpova (* 1990), Badmintonspielerin
- Alexandra Rasarjonowa (* 1990), Triathletin
- Sofia Rudjewa (* 1990), Model
- Nikolai Sabolotny (* 1990), Fußballtorwart
- Marija Schorez (* 1990), Triathletin
- Alexandra Skotschilenko (* 1990), Künstlerin, Musikerin und Aktivistin
- Michail Smirnow (* 1990), Fußballspieler
- Georgi Surkow (* 1990), Biathlet
- Jekaterina Syrzewa (* 1990), Beachvolleyballspielerin
- Julia Vlassov (* 1990), US-amerikanische Eiskunstläuferin

### 1991–2000

#### 1991
- Juryj Danilatschkin (* 1991), belarussischer Skirennläufer
- Michail Fofanow (* 1991), Eishockeyspieler
- Alexander Majorov (* 1991), schwedischer Eiskunstläufer russischer Herkunft
- Maxim Matlakow (* 1991), Schachspieler
- Alexei Miltschakow (* 1991), Neonazi und Söldnerführer
- Natalija Paulauskaitė (* 1991), litauische Biathletin
- Sergei Petrow (* 1991), Fußballspieler
- Ilja Sacharow (* 1991), Wasserspringer
- Olga Smirnowa (* 1991), Primaballerina
- Alexei Stadler (* 1991), Cellist
- Nikita Totschizki (* 1991), Eishockeyspieler
- Olga Zhukova (* 1991), Organistin

#### 1992
- Wjatscheslaw Barkow (* 1992), Nordischer Kombinierer
- Anastassija Bodnaruk (* 1992), Schachspielerin
- Anastassija Brysgalowa (* 1992), Curlerin
- Ruslan Bykanow (* 1992), Beachvolleyballspieler
- Kirill Grigorjan (* 1992), Sportschütze
- Brian Idowu (* 1992), Fußballspieler
- Wladimir Iljin (* 1992), Fußballspieler
- Andrei Jakowlew (* 1992), Tennisspieler
- Anastassija Kedrina (* 1992), Skirennläuferin
- Alexander Kruschelnizki (* 1992), Curler
- Xenija Makarowa (* 1992), Eiskunstläuferin
- Wiktor Manakow (* 1992), Radrennfahrer
- Denis Nagulin (* 1992), Automobilrennfahrer
- Alexei Romaschow (* 1992), Skispringer
- Slata Roschal (* 1992), deutsche Schriftstellerin und Literaturwissenschaftlerin
- Jewgeni Schalunow (* 1992), Radrennfahrer
- Alexander Schimanow (* 1992), Schachspieler
- Ekaterina Selenkina (* 1992), Regisseurin
- Xenija Stolbowa (* 1992), Eiskunstläuferin
- Kirill Sweschnikow (* 1992), Radrennfahrer
- Denis Terentjew (* 1992), Fußballspieler

#### 1993
- Dina Belenkaya (* 1993), israelisch-russische Schachspielerin
- Sergei Karassjow (* 1993), Basketballspieler

#### 1994
- Alexander Barabanow (* 1994), Eishockeyspieler
- Anish Giri (* 1994), niederländischer Schachgroßmeister russisch-nepalesischer Herkunft
- Alexei Jewsejew (* 1994), Fußballspieler
- Jewgeni Markow (* 1994), Fußballspieler
- Julia Muzychenko (* 1994), Opernsängerin
- Alexandra Sinelnikova (* 1994), Schauspielerin

#### 1995
- Wladimir Fedossejew (* 1995), Schachgroßmeister
- Veronika Ivanovskaia (* 1995), deutsche Poolbillardspielerin
- Maxim Karpow (* 1995), Fußballspieler
- Michail Koljada (* 1995), Eiskunstläufer
- Boris Kotschkin (* 1995), russisch-georgischer Eishockeyspieler
- Jegor Orudschew (* 1995), Automobilrennfahrer
- Alexei Pawlenko (* 1995), Freestyle-Skier
- Kirill Prigoda (* 1995), Schwimmer
- Denis Shevyrin (* 1995), deutscher Eishockeyspieler
- Artjom Simonjan (* 1995), armenischer Fußballspieler
- Jegor Sorokin (* 1995), Fußballspieler
- Alexandra Stepanowa (* 1995), Eistänzerin
- Walentin Sykow (* 1995), Eishockeyspieler
- Anastassija Tschursina (* 1995), Radrennfahrerin
- Uljana Wassiljewa (* 1995), Curlerin
- Alexander Wassjutin (* 1995), Fußballspieler

#### 1996
- Wiktorija Agalakowa (* 1996), Theater- und Filmschauspielerin
- Anna El-Khashem (* 1996), Opern- und Konzertsängerin
- Alexei Gassilin (* 1996), Fußballspieler
- Igor Obuchow (* 1996), Fußballspieler
- Dmitri Popko (* 1996), kasachisch-russischer Tennisspieler
- Maxim Rudakow (* 1996), Fußballspieler
- Ramil Şeydayev (* 1996), aserbaidschanisch-russischer Fußballspieler

#### 1997
- Lilija Achaimowa (* 1997), Kunstturnerin
- Michail Artamonow (* 1997), Taekwondoin
- Lidija Durkina (* 1997), Skilangläuferin
- Sofja Proswirnowa (* 1997), Shorttrackerin

#### 1998
- Roman Galay (* 1998), finnischer Eiskunstläufer
- Nikita Goilo (* 1998), Fußballspieler
- Darja Gruschina (* 1998), Skispringerin
- Stanislaw Krapuchin (* 1998), Fußballspieler
- Daniil Pentschikow (* 1998), Fußballspieler
- Sofja Tichonowa (* 1998), Skispringerin

#### 1999
- Maria Jakowlewa (* 1999), Skispringerin
- Nikita Kakkojew (* 1999), Fußballspieler
- Iwan Kakowski (* 1999), Snookerspieler
- Polina Knoros (* 1999), Stabhochspringerin
- Dmitri Koslowski (* 1999), Eiskunstläufer
- Leon Mussajew (* 1999), Fußballspieler
- Robert Schwarzman (* 1999), Rennfahrer
- Liya Silver (* 1999), Erotikmodel und Pornodarstellerin
- Iwan Smirnow (* 1999), Radrennfahrer
- Nair Tiknisjan (* 1999), Fußballspieler
- Marija Walowa (* 1999), Snowboarderin
- Nikita Wolodin (* 1999), Eiskunstläufer
- Ilja Worobjow (* 1999), Fußballspieler

#### 2000
- Alexandra Glasunowa (* 2000), Nordische Kombiniererin
- Nikita Koldunow (* 2000), Fußballspieler
- Wladislaw Moltschan (* 2000), Fußballspieler
- Dmitri Sergejew (* 2000), Fußballspieler

## 21. Jahrhundert
- Anastassija Mischina (* 2001), Eiskunstläuferin
- Daniil Golubew (* 2001), Tennisspieler
- Alexandra Boikowa (* 2002), Eiskunstläuferin
- Daniil Denissow (* 2002), Fußballspieler
- Kirill Krawzow (* 2002), Fußballspieler
- Saba Sasonow (* 2002), Fußballspieler
- Daniil Schamkin (* 2002), Fußballspieler
- Nikita Starostin (* 2002), russisch-deutscher Eiskunstläufer
- Jewgeni Semenenko (* 2003), Eiskunstläufer
- Daniil Kusnezow (* 2003), Fußballspieler
- Andrei Mosaljow (* 2003), Eiskunstläufer
- Daniil Odojewski (* 2003), Fußballtorwart
- Kirill Stolbow (* 2004), Fußballspieler
- Dmitri Wassiljew (* 2004), Fußballspieler
- Danila Koslow (* 2005), Fußballspieler

## Geburtsjahr nicht bekannt
- Elisaveta Blumina (* vor 1976), klassische Pianistin
- Ilya Finkelshteyn, US-amerikanischer Cellist und Musikpädagoge
- Mara Mednik (* vor 1950), russisch-deutsche klassische Pianistin und Hochschulprofessorin